# Liste der Schächte des Bergbauunternehmens Wismut

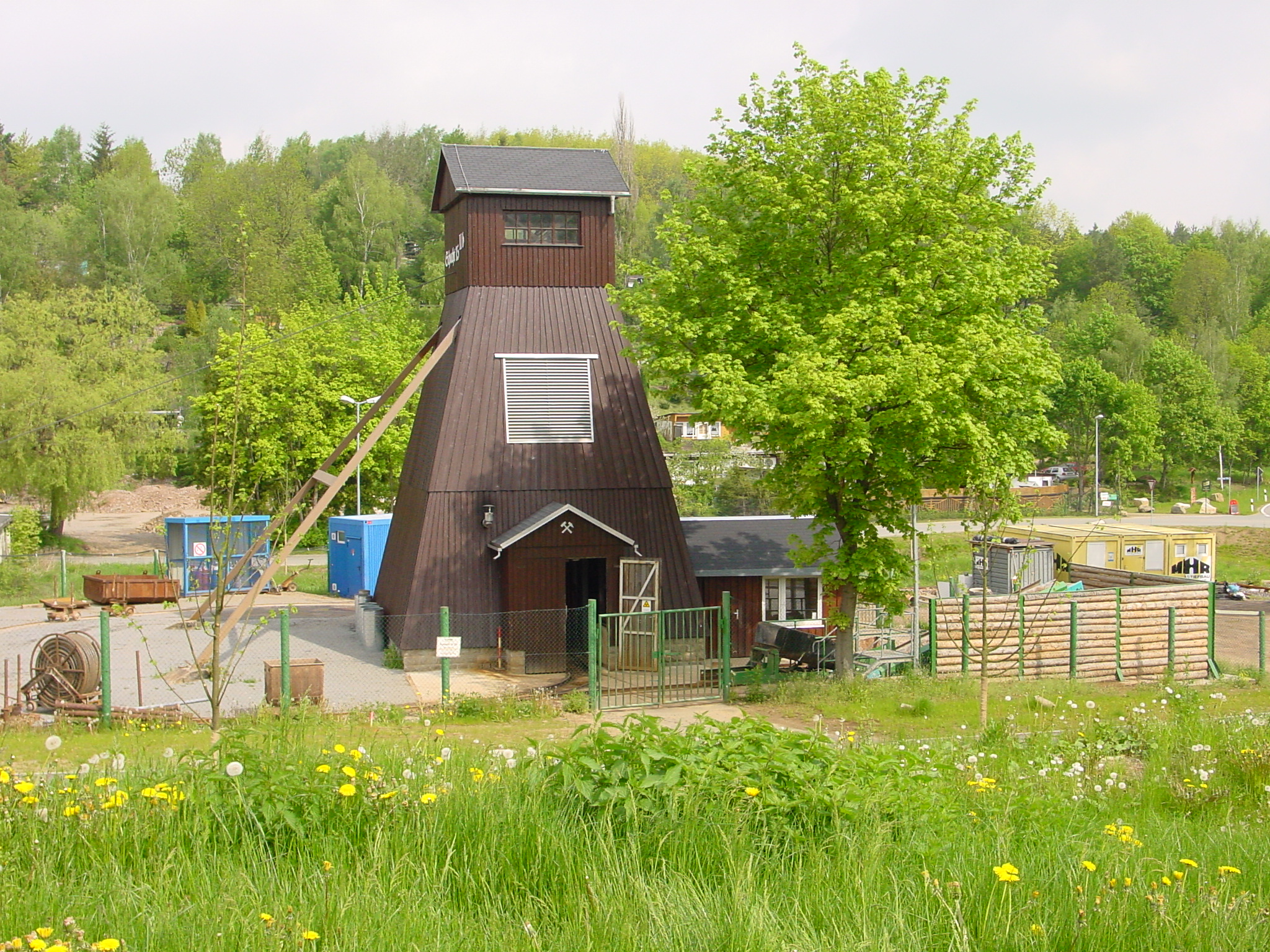
Rekonstruierter Förderturm mit Holzverkleidung von Schacht 15 II^{bis} am Besucherbergwerk Bad Schlema.

Die Liste der Schächte des Bergbauunternehmens Wismut führt eine Auflistung der bekannten und nummerierten Schachtanlagen der AG/SDAG Wismut. Im Gegensatz zur im deutschen Sprachraum üblichen Praxis einer Benennung von bergbaulichen Objekten mit Namen war es bei der Wismut üblich, diese Anlagen fortlaufend zu nummerieren. Die Nummern der Schächte, aber auch von Stolln und anderer übertägig endender Grubenbaue, wurden unabhängig von sonstiger Selbständigkeit der Objekte und Betriebe zentral vergeben. In bestimmten Fällen erhielten Schächte, vor allem Blindschächte, mit einem Bezug zum Nachbarschacht dieselbe Nummer, ergänzt um ein nachgestelltesbis, einen Buchstaben oder einer römischen Ziffer.
Das hochgestellt Wörtchen bis ist eine im russischen übliche Bezeichnung für eine Wiederholung. Im deutschen Sprachgebrauch ging dieses bis zunehmend verloren, sodass man in den Unterlagen heute häufig nur noch ein b findet. Die Nummernvergabe der Schächte war unabhängig von ihrer Nutzung als Förder-, Wetter- oder Blindschächte. 
Ausgelassen in der nachfolgenden Liste sind Stolln und Schächte, die nur eine für das jeweilige Objekt relevante Nummer besaßen, sowie die ebenfalls mit Nummern versehenen Schürfe.

## Tabelle der nummerierten Schachtanlagen
| Schacht Nr.         | Schacht- / Grubenname                                           | Objekt- nummer | Revier / Lagerstätte        | Schachttyp         | Beginn Abteufung / Aufwältigung | Teufe in m            | Gemeinde / Gemarkung                              | Lage | Bemerkungen                                                                                         |
| ------------------- | --------------------------------------------------------------- | -------------- | --------------------------- | ------------------ | ------------------------------- | --------------------- | ------------------------------------------------- | ---- | --------------------------------------------------------------------------------------------------- |
| Schacht 1           | Frisch Glück                                                    | 01             | Johanngeorgenstadt          | Blindschacht       | 1946                            | 304,80                | Johanngeorgenstadt                                | Lage | 1945 in Betrieb                                                                                     |
| Schacht 2           | Güntherschacht                                                  | 01             | Johanngeorgenstadt          |                    | 1946                            | 312,92                | Eibenstock, OT Sosa                               | Lage | 1945 in Betrieb                                                                                     |
| Schacht 3           | Weißer Hirsch                                                   | 03             | Schneeberg                  |                    | 1946                            | 377,47                | Schneeberg, OT Neustädtel                         | Lage | 1945 in Betrieb                                                                                     |
| Schacht 4           | Gallusstolln                                                    | 02             | Oberschlema                 | Stolln             | Sep. 1946                       |                       | Bad Schlema, OT Oberschlema                       | Lage | Altbergbau                                                                                          |
| Schacht 5           |                                                                 | 02             | Oberschlema                 |                    | Dez. 1946                       | 292,50                | Bad Schlema, OT Oberschlema                       | Lage | |
| Schacht 5 I         |                                                                 | 02             | Oberschlema                 | Blindschacht       | März 1952                       | 117,25                | Bad Schlema, OT Oberschlema                       | Lage | |
| Schacht 5 III       |                                                                 | 02             | Oberschlema                 | Blindschacht       | 1953                            | 206,70                | Bad Schlema, OT Oberschlema                       | Lage | |
| Schacht 5bis        |                                                                 | 02             | Oberschlema                 |                    | 1. Nov. 1948                    | 74,00                 | Bad Schlema, OT Oberschlema                       | Lage | |
| Schacht 6           |                                                                 | 02             | Oberschlema                 |                    | 1. Nov. 1946                    | 283,40                | Bad Schlema, OT Oberschlema                       | Lage | |
| Schacht 6bis        |                                                                 | 02             | Oberschlema                 |                    | 1. Okt. 1948                    | 104,00                | Bad Schlema, OT Oberschlema                       | Lage | |
| Schacht 6 c         | Heinrichgesenk                                                  | 02             | Oberschlema                 |                    | 1. Nov. 1949                    | 398,30                | Bad Schlema, OT Oberschlema                       | Lage | |
| Schacht 7           |                                                                 | 02             | Oberschlema                 |                    | 1. Nov. 1946                    | 276,30                | Bad Schlema, OT Oberschlema                       | Lage | |
| Schacht 7bis        |                                                                 | 02             | Oberschlema                 |                    | 20. Nov. 1949                   | 278,00                | Bad Schlema, OT Oberschlema                       | Lage | |
| Schacht 8           |                                                                 | 02             | Oberschlema                 |                    | 1. Jan. 1947                    | 306,50                | Bad Schlema, OT Oberschlema                       | Lage | |
| Schacht 9           | Ritterschacht I                                                 | 03             | Schneeberg                  |                    | 17. Nov. 1946                   | 54,00                 | Schneeberg                                        | Lage | 1945 offen und fahrbar                                                                              |
| Schacht 10          | Siebenschlehen                                                  | 03             | Schneeberg                  |                    | Nov. 1946                       | 283,36                | Schneeberg, OT Neustädtel                         | Lage | 1945 offen und fahrbar                                                                              |
| Schacht 11          | Neujahr                                                         | 03             | Schneeberg                  |                    | Nov. 1946                       | 343,15                | Schneeberg, OT Neustädtel                         | Lage | 1945 in Betrieb                                                                                     |
| Schacht 12          | Schacht des Friedens                                            | 02             | Oberschlema                 |                    | 1. Feb. 1947                    | 135,45                | Bad Schlema, OT Niederschlema                     | Lage | Schurfschacht                                                                                       |
| Schacht 13          | Lichtloch 13                                                    | 09             | Niederschlema-Alberoda      |                    | 1946                            | 91,42                 | Bad Schlema, OT Niederschlema                     | Lage | Lichtloch 13 des Marx-Semmler-Stolln                                                                |
| Schacht 13bis       |                                                                 | 09             | Niederschlema-Alberoda      |                    | 20. Apr. 1947                   | 273,70                | Bad Schlema, OT Niederschlema                     | Lage | |
| Schacht 14          |                                                                 | 02             | Oberschlema                 |                    | 1. Okt. 1946                    | 286,80                | Bad Schlema, OT Oberschlema                       | Lage | |
| Schacht 14bis       | Kapitalschacht                                                  | 02             | Oberschlema                 |                    | 1. Aug. 1947                    | 426,30                | Bad Schlema, OT Oberschlema                       | Lage | |
| Schacht 15          | Lichtloch 15 (MSS)                                              | 02             | Oberschlema                 |                    | Sep. 1946                       | 78,30                 | Bad Schlema, OT Oberschlema                       | Lage | |
| Schacht 15bis       |                                                                 | 02             | Oberschlema                 |                    | Aug. 1952                       | 110,00                | Bad Schlema, OT Oberschlema                       | Lage | |
| Schacht 15 IIbis    |                                                                 | 09             | Oberschlema                 |                    | März 1980                       | 54,10                 | Bad Schlema, OT Oberschlema                       | Lage | Nutzung als Besucherbergwerk Bad Schlema                                                            |
| Schacht 16          |                                                                 | 02             | Oberschlema                 |                    | 1. Juli 1947                    | 428,60                | Bad Schlema, OT Oberschlema                       | Lage | |
| Schacht 17          | Neu Freiberger Glück                                            | 01             | Johanngeorgenstadt          | Stolln             | 1946                            |                       | Johanngeorgenstadt                                | Lage | Altbergbau                                                                                          |
| Schacht 18          | Schaarschacht                                                   | 01             | Johanngeorgenstadt          |                    | 1946                            | 310,95                | Johanngeorgenstadt                                | Lage | 1945 in Betrieb                                                                                     |
| Schacht 19          | Schacht Zeppelin I                                              | 04             | Annaberg                    |                    | Okt. 1946                       | 147,70                | Annaberg-Buchholz, OT Annaberg                    | Lage | Altbergbau                                                                                          |
| Schacht 19bis       | Schacht Zeppelin II                                             | 04             | Annaberg                    |                    | 1947                            | 325,10                | Annaberg-Buchholz, OT Annaberg                    | Lage | Altbergbau                                                                                          |
| Schacht 20          | Dorothea Stolln                                                 | 04             | Annaberg                    | Stolln             | Nov. 1946                       |                       | Annaberg-Buchholz, OT Cunersdorf                  | Lage | Altbergbau                                                                                          |
| Schacht 21          | Uranus I                                                        | 04             | Annaberg                    |                    | Apr. 1947                       | 316,86                | Annaberg-Buchholz, OT Annaberg                    | Lage | Altbergbau                                                                                          |
| Schacht 21bis       | Uranus II                                                       | 04             | Annaberg                    |                    | 1948                            | 249,79                | Annaberg-Buchholz, OT Kleinrückerswalde           | Lage | Altbergbau                                                                                          |
| Schacht 21 c        | Uranus III                                                      | 04             | Annaberg                    |                    | 1949                            | 95,00                 | Annaberg-Buchholz, OT Kleinrückerswalde           | Lage | |
| Schacht 22          | St. Georg–Stolln                                                | 01             | Johanngeorgenstadt          | Stolln             | 1946                            |                       | Johanngeorgenstadt                                | Lage | Altbergbau                                                                                          |
| Schacht 23          | Oberer August Otto Stolln                                       | 08             | Breitenbrunn                | Stolln             | 1947                            |                       | Breitenbrunn                                      | Lage | |
| Schacht 24          | Beustschacht                                                    | 03             | Schneeberg                  |                    | 1947                            | 376,37                | Schneeberg, OT Neustädtel                         | Lage | seit 1942 in Betrieb                                                                                |
| Schacht 24bis       |                                                                 | 03             | Schneeberg                  | Blindschacht       | 25. Juni 1948                   | 63,90                 | Schneeberg, OT Neustädtel                         | Lage | |
| Schacht 25          | Ritterschacht II                                                | 03             | Schneeberg                  |                    | 15. Juni 1947                   | 168,00                | Schneeberg                                        | Lage | |
| Schacht 25bis       |                                                                 | 03             | Schneeberg                  | Blindschacht       | 29. Feb. 1948                   | 51,00                 | Schneeberg                                        | Lage | |
| Schacht 26          | Waldschacht                                                     | 03             | Schneeberg                  |                    | 25. Dez. 1947                   | 194,12                | Hartmannsdorf                                     | Lage | |
| Schacht 27          |                                                                 | 02             | Oberschlema                 |                    | 4. Juli 1947                    | 84,83                 | Bad Schlema, OT Oberschlema                       | Lage | |
| Schacht 27 a        |                                                                 | 02             | Oberschlema                 | Wetterschacht      | 1949                            | 26,50                 | Bad Schlema, OT Oberschlema                       | Lage | |
| Schacht 27bis       |                                                                 | 02             | Oberschlema                 | Blindschacht       | 24. Dez. 1950                   | 422,85                | Bad Schlema, OT Oberschlema                       | Lage | |
| Schacht 27 V        |                                                                 | 02             | Oberschlema                 | Blindschacht       | 1953                            | 308,80                | Bad Schlema, OT Oberschlema                       | Lage | |
| Schacht 28          | Schacht Himmlisch Heer                                          | 04             | Annaberg                    |                    | 1947                            | 230,85                | Annaberg-Buchholz, OT Cunersdorf                  | Lage | |
| Schacht 29          | Schacht Große Malwine                                           | 04             | Annaberg                    |                    | 1947                            | 343,75                | Annaberg-Buchholz, OT Frohnau                     | Lage | |
| Schacht 29bis       | Schacht Kleine Malwine                                          | 04             | Annaberg                    |                    | 1948                            | 175,79                | Annaberg-Buchholz, OT Frohnau                     | Lage | |
| Schacht 30          | Neujahr-Stolln                                                  | 01             | Johanngeorgenstadt          | Stolln             | 1947                            |                       | Johanngeorgenstadt                                | Lage | Altbergbau                                                                                          |
| Schacht 31          | Vorderer Neujahrschacht                                         | 01             | Johanngeorgenstadt          | Blindschacht       | 1. Feb. 1947                    | 76,71                 | Johanngeorgenstadt                                | Lage | Altbergbau                                                                                          |
| Schacht 31bis       | Hinterer Neujahrschacht                                         | 01             | Johanngeorgenstadt          | Blindschacht       | 5. Feb. 1947                    | 228,32                | Johanngeorgenstadt                                | Lage | Altbergbau                                                                                          |
| Schacht 32          | Brüder Lorenz                                                   | 01             | Johanngeorgenstadt          |                    | 1. Dez. 1947                    | 198,39                | Johanngeorgenstadt                                | Lage | |
| Schacht 33          | Schacht Bäuerin I                                               | 04             | Annaberg                    |                    | 1947                            | 111,30                | Annaberg-Buchholz, OT Frohnau                     | Lage | Altbergbau                                                                                          |
| Schacht 33bis       | Schacht Bäuerin II                                              | 04             | Annaberg                    |                    | 1948                            | 243,35                | Annaberg-Buchholz, OT Frohnau                     | Lage | |
| Schacht 34          | Freuden- oder Göpelschacht                                      | 07             | Niederschlag                |                    | 1. März 1947                    | 139,03                | Sehmatal, OT Neudorf                              | Lage | Altbergbau                                                                                          |
| Schacht 34bis       | Neu Unverhofft Glück Tages- und Kunstschacht                    | 07             | Niederschlag                |                    | 1. März 1947                    | 123,20                | Sehmatal, OT Neudorf                              | Lage | Altbergbau                                                                                          |
| Schacht 35          | heute Lehrstollen am Silberbach                                 | 02             | Oberschlema                 | Stolln             | 1947                            |                       | Bad Schlema, OT Oberschlema                       | Lage | Stolln 28, Altbergbau                                                                               |
| Schacht 36          | Daniel                                                          | 03             | Schneeberg                  |                    | 1947                            | 272,59                | Schneeberg, OT Neustädtel                         | Lage | bis MSS 166 m aufgewältigt                                                                          |
| Schacht 37          | Peter und Paul                                                  | 03             | Schneeberg                  |                    | 1947                            | 44,50                 | Schneeberg, OT Neustädtel                         | Lage | 1945 offen und fahrbar                                                                              |
| Schacht 38          |                                                                 | 09             | Niederschlema-Alberoda      |                    | 1. Sep. 1947                    | 596,41                | Bad Schlema, OT Niederschlema                     | Lage | |
| Schacht 38bis       |                                                                 | 09             | Niederschlema-Alberoda      | Blindschacht       | 1. Dez. 1950                    | 305,45                | Bad Schlema, OT Niederschlema                     | Lage | |
| Schacht 38 IIbis    |                                                                 | 09             | Niederschlema-Alberoda      | Blindschacht       | 1. Feb. 1956                    | 454,49                | Bad Schlema, OT Niederschlema                     | Lage | |
| Schacht 38 c        |                                                                 | 09             | Niederschlema-Alberoda      | Blindschacht       | 1. Juni 1951                    | 244,92                | Bad Schlema, OT Niederschlema                     | Lage | |
| Schacht 39          | Hoffnung                                                        | 01             | Johanngeorgenstadt          |                    | 1. Sep. 1947                    | 151,98                | Johanngeorgenstadt                                | Lage | |
| Schacht 40          | Friedrich August Stolln                                         | 08             | Seifenbach                  | Stolln             | 1947                            |                       | Johanngeorgenstadt                                | Lage | Altbergbau                                                                                          |
| Schacht 41          | Katharina                                                       | 08             | Raschau-Waschleithe         |                    | 1947                            | 158,00                | Raschau-Markersbach, OT Raschau                   | Lage | |
| Schacht 42          | Neu Leipziger Glück Göpelschacht                                | 01             | Johanngeorgenstadt          |                    | 1. Juni 1947                    | 140,35                | Johanngeorgenstadt                                | Lage | Altbergbau                                                                                          |
| Schacht 43          | Adam Heber                                                      | 03             | Schneeberg                  |                    | 10. Dez. 1946                   | 134,05                | Schneeberg, OT Neustädtel                         | Lage | Altbergbau                                                                                          |
| Schacht 44          | Himmelreich                                                     | 05             | Wolkenstein                 |                    | Okt. 1947                       | 250,34                | Wolkenstein, OT Gehringswalde                     | Lage | |
| Schacht 45          | Rudolphschacht                                                  | 05             | Marienberg                  |                    | Juni 1947                       | 330,98                | Marienberg, OT Lauta                              | Lage | Altbergbau                                                                                          |
| Schacht 46          | Palmbaumer Kunst- und Tagschacht                                | 05             | Wolkenstein                 |                    | 1948                            | 178,23                | Wolkenstein, OT Gehringswalde                     | Lage | Altbergbau                                                                                          |
| Schacht 46bis       | Palmbaumer Maaßen- und Kunstschacht                             | 05             | Wolkenstein                 |                    | Juni 1947                       | 89,64                 | Wolkenstein, OT Gehringswalde                     | Lage | Altbergbau                                                                                          |
| Schacht 47          | Schrotschacht                                                   | 03             | Schneeberg                  |                    | 1947                            | 287,01                | Schneeberg, OT Griesbach                          | Lage | 1945 in Betrieb                                                                                     |
| Schacht 48          | Gottes Vertrauen                                                | 05             | Wolkenstein                 |                    | Okt. 1947                       | 61,07                 | Wolkenstein, OT Gehringswalde                     | Lage | Altbergbau                                                                                          |
| Schacht 49          | Schacht Konstantin                                              | 04             | Annaberg                    |                    | 1948                            | 301,60                | Annaberg-Buchholz, OT Annaberg                    | Lage | Altbergbau                                                                                          |
| Schacht 50          | Kinder Israel                                                   | 03             | Schneeberg                  |                    | 2. Okt. 1947                    | 188,00                | Schneeberg                                        | Lage | |
| Schacht 51          | Weiße Taube                                                     | 01             | Johanngeorgenstadt          |                    | 3. Dez. 1947                    | 197,65                | Johanngeorgenstadt                                | Lage | Altbergbau (Christianusschacht)                                                                     |
| Schacht 52          |                                                                 | 01             | Johanngeorgenstadt          |                    | 1. Juli 1949                    | 339,06                | Johanngeorgenstadt                                | Lage | |
| Schacht 52bis       | Kunstschacht                                                    | 01             | Johanngeorgenstadt          | Blindschacht       | 1. Aug. 1948                    | 103,12                | Johanngeorgenstadt                                | Lage | Altbergbau                                                                                          |
| Schacht 53          | Gabe Gottes                                                     | 01             | Johanngeorgenstadt          |                    | 1. Feb. 1948                    | 268,70                | Johanngeorgenstadt                                | Lage | |
| Schacht 54          | Eleonora                                                        | 01             | Johanngeorgenstadt          |                    | 1. Apr. 1948                    | 216,47                | Johanngeorgenstadt                                | Lage | |
| Schacht 55          | Gottes Glücker Richtschacht                                     | 01             | Johanngeorgenstadt          |                    | 1948                            | 100,60                | Johanngeorgenstadt                                | Lage | Altbergbau                                                                                          |
| Schacht 56          | Engelsfreudner Tagschacht                                       | 01             | Johanngeorgenstadt          |                    | 1. Feb. 1948                    | 99,22                 | Johanngeorgenstadt                                | Lage | Altbergbau                                                                                          |
| Schacht 57          | Querschlag 4                                                    | 01             | Johanngeorgenstadt          | Querschlag         | 1948                            |                       | Johanngeorgenstadt                                | Lage | |
| Schacht 58          | Neptunus                                                        | 01             | Johanngeorgenstadt          |                    | 1. März 1948                    | 153,38                | Johanngeorgenstadt                                | Lage | |
| Schacht 59          | Schwarzwasser-Stolln                                            | 08             | Neuoberhaus                 | Stolln             | 1948                            |                       | Johanngeorgenstadt                                | Lage | |
| Schacht 60          | Brüder Lorenz                                                   | 01             | Johanngeorgenstadt          |                    | 1947                            | 92,90                 | Johanngeorgenstadt                                | Lage | Altbergbau                                                                                          |
| Schacht 61          | Neue Eleonora                                                   | 01             | Johanngeorgenstadt          | Stolln             | 20. März 1948                   |                       | Johanngeorgenstadt                                | Lage | |
| Schacht 61bis       | Neu Gnade Gottes                                                | 01             | Johanngeorgenstadt          | Stolln             | 1. Apr. 1948                    |                       | Johanngeorgenstadt                                | Lage | |
| Schacht 62          | Neu Deutschland                                                 | 01             | Johanngeorgenstadt          | Stolln             | Aug. 1948                       |                       | Johanngeorgenstadt                                | Lage | |
| Schacht 63          |                                                                 | 02             | Oberschlema                 |                    | 1. Feb. 1948                    | 234,40                | Schneeberg                                        | Lage | |
| Schacht 63bis       | Grüner Schild                                                   | 02             | Oberschlema                 |                    | 1. Feb. 1948                    | 116,29                | Schneeberg                                        | Lage | Altbergbau                                                                                          |
| Schacht 64          |                                                                 | 02             | Oberschlema                 |                    | 1. Feb. 1948                    | 404,40                | Bad Schlema, OT Niederschlema                     | Lage | |
| Schacht 64 II       |                                                                 | 02             | Oberschlema                 | Blindschacht       | 1953                            | 183,90                | Bad Schlema, OT Niederschlema                     | Lage | |
| Schacht 65          |                                                                 | 02             | Oberschlema                 |                    | 1. Feb. 1948                    | 288,00                | Bad Schlema, OT Oberschlema                       | Lage | |
| Schacht 66          |                                                                 | 09             | Niederschlema-Alberoda      |                    | 20. Nov. 1948                   | 322,50                | Bad Schlema, OT Niederschlema                     | Lage | |
| Schacht 67          |                                                                 | 02             | Oberschlema                 |                    | 1. Feb. 1948                    | 257,90                | Schneeberg                                        | Lage | |
| Schacht 68          | Arthur Schacht                                                  | 05             | Wolkenstein                 |                    | Juni 1948                       | 117,84                | Wolkenstein, OT Schönbrunn                        | Lage | Altbergbau                                                                                          |
| Schacht 69          | St. Margarethe                                                  | 08             | Breitenbrunn                | Blindschacht       | 1. Dez. 1947                    | 104,50                | Breitenbrunn                                      | Lage | |
| Schacht 70          | Bernstein Schacht                                               | 05             | Wolkenstein                 |                    | Okt. 1948                       | 121,90                | Wolkenstein, OT Gehringswalde                     | Lage | Altbergbau                                                                                          |
| Schacht 71          | Walther Schacht                                                 | 05             | Wolkenstein                 |                    | Juni 1947                       | 89,29                 | Wolkenstein, OT Gehringswalde                     | Lage | Altbergbau                                                                                          |
| Schacht 72          | Schindlerschacht                                                | 03             | Schneeberg                  |                    | 1948                            | 254,97                | Schneeberg, OT Neustädtel                         | Lage | 1945 offen, ab 160,17 m weiter saiger geteuft                                                       |
| Schacht 73          | Magnetschacht                                                   | 03             | Schneeberg                  |                    | 5. Feb. 1948                    | 89,46                 | Zschorlau                                         | Lage | |
| Schacht 74          | Hermannschacht                                                  | 03             | Schneeberg                  |                    | 1. Sep. 1948                    | 61,50                 | Zschorlau                                         | Lage | Altbergbau                                                                                          |
| Schacht 75          | Bergkappe                                                       | 03             | Schneeberg                  |                    | 25. März 1948                   | 136,81                | Schneeberg, OT Neustädtel                         | Lage | |
| Schacht 76          |                                                                 | 03             | Schneeberg                  |                    | 10. März 1948                   | 227,88                | Schneeberg, OT Griesbach                          | Lage | |
| Schacht 77          | Friedefürst                                                     | 03             | Schneeberg                  |                    | 8. März 1948                    | 122,40                | Schneeberg, OT Neustädtel                         | Lage | |
| Schacht 78          | Schacht Neue Bäuerin                                            | 04             | Annaberg                    |                    | 1948                            | 267,63                | Annaberg-Buchholz, OT Frohnau                     | Lage | |
| Schacht 79          | Schacht Markus Röhling                                          | 04             | Annaberg                    |                    | 1948                            | 231,40                | Annaberg-Buchholz, OT Frohnau                     | Lage | |
| Schacht 80          | Schacht Andreas                                                 | 04             | Annaberg                    |                    | 1948                            | 275,30                | Annaberg-Buchholz, OT Annaberg                    | Lage | |
| Schacht 81          | Neuer Markus Röhling Stolln                                     | 04             | Annaberg                    | Stolln             | 1949                            |                       | Annaberg-Buchholz, OT Frohnau                     | Lage | |
| Schacht 82          | St. Johannes-Schacht                                            | 08             | Bockau                      |                    | 1947                            | 114,40                | Bockau                                            | Lage | Altbergbau                                                                                          |
| Schacht 83          | Türkschacht                                                     | 03             | Schneeberg                  |                    | Dez. 1948                       | 315,41                | Zschorlau                                         | Lage | 1945 in Betrieb                                                                                     |
| Schacht 84          | Hilfe Gottes                                                    | 05             | Wolkenstein                 |                    | März 1948                       | 116,11                | Wolkenstein, OT Gehringswalde                     | Lage | |
| Schacht 85          | Christoph Schacht                                               | 05             | Wolkenstein                 |                    | Apr. 1948                       | 291,34                | Wolkenstein, OT Hilmersdorf                       | Lage | Altbergbau                                                                                          |
| Schacht 86          | Tropper Stolln                                                  | 05             | Wolkenstein                 | Stolln             | Feb. 1948                       |                       | Wolkenstein                                       | Lage | Altbergbau                                                                                          |
| Schacht 87          | Friedrich August                                                | 08             | Seifenbach                  |                    | 1. Jan. 1948                    | 57,09                 | Breitenbrunn                                      | Lage | |
| Schacht 88          | Bockslochstolln                                                 | 02             | Oberschlema                 | Stolln             | 1947                            |                       | Bad Schlema, OT Niederschlema                     | Lage | Altbergbau                                                                                          |
| Schacht 89          | Alt Gottes Geschicker Kunstschacht                              | 08             | Raschau-Waschleithe         |                    | 1948                            |                       | Raschau-Markersbach, OT Raschau                   | Lage | Altbergbau                                                                                          |
| Schacht 90          | Fürstenvertrager Kunstschacht                                   | 03             | Schneeberg                  | Blindschacht       | 25. Jan. 1948                   | 147,65                | Schneeberg                                        | Lage | Altbergbau                                                                                          |
| Schacht 91          | Bauer                                                           | 01             | Johanngeorgenstadt          | Blindschacht       | 25. Jan. 1948                   | 82,40                 | Johanngeorgenstadt                                | Lage | Altbergbau                                                                                          |
| Schacht 92          | Schacht 1 (Lichtloch 3 Burgker Weiseritzstolln)                 | 49             | Unteres Revier              |                    | 1945                            | 26,20                 | Freital, OT Großburgk                             | Lage | Altbergbau                                                                                          |
| Schacht 93          | Schacht 2                                                       | 49             | Unteres Revier              |                    | 1946                            | 90,95                 | Freital, OT Großburgk                             | Lage | |
| Schacht 94          | Arthur-Teuchert-Schacht                                         | 49             | Zauckerode                  |                    | Aug. 1946                       | 105,00                | Freital, OT Zauckerode                            | Lage | Oppelschacht 3                                                                                      |
| Schacht 95          | Fallort 200                                                     | 49             | Revier Heidenschanze        | Fallort            | 1948                            | 22,95                 | Dresden, OT Coschütz                              | Lage | |
| Schacht 96          | Schacht 5                                                       | 49             | Revier Kohlsdorf-Pesterwitz |                    | 1947                            | 46,50                 | Freital, OT Oberpesterwitz                        | Lage | |
| Schacht 96bis       | Schacht 4                                                       | 49             | Revier Kohlsdorf-Pesterwitz |                    | 1946                            | 31,70                 | Freital, OT Oberpesterwitz                        | Lage | |
| Schacht 97          | Grenzschacht                                                    | 07             | Jöhstadt                    |                    | 1. Juli 1948                    | 71,80                 | Jöhstadt                                          | Lage | |
| Schacht 98          | Tannenbaum                                                      | 08             | September                   |                    | 1947                            | 97,82                 | Breitenbrunn, OT Antonsthal                       | Lage | |
| Schacht 99          | Jakober Kunst- und Tagschacht                                   | 07             | Niederschlag                |                    | 1948                            | 44,00                 | Bärenstein, OT Stahlberg                          | Lage | Altbergbau                                                                                          |
| Schacht 100         | St. Johannis Goepelschacht                                      | 07             | Niederschlag                |                    | 1948                            | 150,00                | Bärenstein                                        | Lage | Altbergbau                                                                                          |
| Schacht 101         | Glückauf-Schacht                                                | 15             | Brand-Erbisdorf             |                    | 1948                            | 682,60                | Brand-Erbisdorf, OT Langenau                      | Lage | Altbergbau, wasserfrei 126,00 m bis 2. Gezeugstrecke, ab 1951 VEB Bleierzgruben „Albert Funk“       |
| Schacht 102         | Frankenschacht                                                  | 15             | Brand-Erbisdorf             |                    | 1948                            | 616,80                | Brand-Erbisdorf, OT St. Michaelis                 | Lage | Altbergbau, wasserfrei 138,30 bis Moritzstolln, ab 1951 VEB Bleierzgruben „Albert Funk“             |
| Schacht 103         | Siegismund                                                      | 15             | Brand-Erbisdorf             |                    | 1948                            | 130,60                | Brand-Erbisdorf, OT St. Michaelis                 | Lage | Altbergbau                                                                                          |
| Schacht 104         | Reiche Zeche                                                    | 15             | Freiberg                    |                    | 1948                            | 724,80                | Freiberg                                          | Lage | 1945 in Betrieb (VEB Bleierzgruben „Albert Funk“)                                                   |
| Schacht 105         | Konstantin                                                      | 15             | Zug                         |                    | 1948                            | 587,50                | Freiberg, OT Zug                                  | Lage | Altbergbau, wasserfrei 273 m bis Rothschönberger Stolln, ab 1951 VEB Bleierzgruben „Albert Funk“    |
| Schacht 106         | Junge Drei Brüder Fundschacht                                   | 05             | Wolkenstein                 |                    | 1947                            | 31,94                 | Wolkenstein, OT Hilmersdorf                       | Lage | Altbergbau                                                                                          |
| Schacht 107         | Junge Drei Brüder und Heilander gemeinschaftlicher Kunstschacht | 05             | Wolkenstein                 |                    | 1947                            | 172,90                | Wolkenstein, OT Hilmersdorf                       | Lage | Altbergbau                                                                                          |
| Schacht 108         | Davidschacht                                                    | 15             | Freiberg                    |                    | 1948                            | 736,26                | Freiberg                                          | Lage | 1945 in Betrieb (VEB Bleierzgruben „Albert Funk“)                                                   |
| Schacht 109         | Hermannschacht                                                  | 04             | Annaberg                    | Blindschacht       | 1948                            | 282,75                | Annaberg-Buchholz, OT Cunersdorf                  | Lage | |
| Schacht 110         | Richterschacht                                                  | 08             | Antonsthal                  |                    | 1948                            |                       |                                                   |      | Altbergbau                                                                                          |
| Schacht 111         | Jacob I                                                         | 07             | Niederschlag                |                    | 1. Juli 1948                    | 170,20                | Sehmatal, OT Neudorf                              | Lage | |
| Schacht 111         |                                                                 | 07             | Niederschlag                | Stolln             | 1948                            |                       | Bärenstein, OT Stahlberg                          | Lage | |
| Schacht 112         | Fallort 300                                                     | 49             | Revier Heidenschanze        | Fallort            | 1948                            | 55,74                 | Dresden, OT Coschütz                              | Lage | |
| Schacht 113         | Herkules Stolln                                                 | 08             | Raschau-Waschleithe         | Stolln             | 1947                            |                       | Grünhain-Beierfeld, OT Waschleithe                | Lage | |
| Schacht 114         | Gotthelf Schacht                                                | 05             | Wolkenstein                 |                    | 1947                            | 73,35                 | Wolkenstein, OT Gehringswalde                     | Lage | Altbergbau                                                                                          |
| Schacht 115         | Huthausschacht                                                  | 15             | Muldenhütten                |                    | 1948                            |                       |                                                   |      | Altbergbau                                                                                          |
| Schacht 116         | Heilige Drei Könige                                             | 04             | Annaberg                    |                    | 1948                            | 186,93                | Annaberg-Buchholz, OT Buchholz                    | Lage | |
| Schacht 117         | Schacht König David                                             | 04             | Annaberg                    |                    | 1948                            | 149,70                | Annaberg-Buchholz, OT Frohnau                     | Lage | Altbergbau                                                                                          |
| Schacht 118         |                                                                 | 15             |                             |                    |                                 |                       |                                                   |      | |
| Schacht 119         | Adolphus Tagschacht                                             | 01             | Johanngeorgenstadt          |                    | 1948                            | 34,20                 | Johanngeorgenstadt                                | Lage | Altbergbau                                                                                          |
| Schacht 120         | Neu Leipziger Glück Tagschacht                                  | 01             | Johanngeorgenstadt          |                    | 28. Juli 1948                   | 64,62                 | Johanngeorgenstadt                                | Lage | Altbergbau                                                                                          |
| Schacht 121         | Erzengel                                                        | 01             | Johanngeorgenstadt          |                    | 1. Juli 1948                    | 117,34                | Johanngeorgenstadt                                | Lage | |
| Schacht 122         | Glück Auf                                                       | 01             | Johanngeorgenstadt          |                    | 1. Juli 1948                    | 87,64                 | Johanngeorgenstadt                                | Lage | |
| Schacht 123         | Nordwald                                                        | 01             | Johanngeorgenstadt          |                    |                                 |                       |                                                   |      | |
| Schacht 124         | Prigranitschnaja                                                | 01             | Johanngeorgenstadt          |                    | 1. Juli 1948                    | 181,90                | Johanngeorgenstadt, OT Unterjugel                 | Lage | |
| Schacht 125         |                                                                 | 02             | Oberschlema                 | Wetterschacht      | 1948                            | 154,40                | Bad Schlema, OT Oberschlema                       | Lage | |
| Schacht 125bis      |                                                                 | 02             | Oberschlema                 | Wetterblindschacht | 1954                            | 63,20                 | Bad Schlema, OT Oberschlema                       | Lage | |
| Schacht 125         | Anomalieschacht                                                 | 08             | Neuoberhaus                 |                    | 1. Juli 1948                    | 114,20                | Johanngeorgenstadt                                | Lage | |
| Schacht 126         |                                                                 | 08             | Neuoberhaus                 |                    | 1. Juli 1948                    | 232,40                | Johanngeorgenstadt                                | Lage | |
| Schacht 127         | Unter den Linden                                                | 02             | Oberschlema                 | Stolln             | 1. Juni 1948                    |                       | Bad Schlema, OT Oberschlema                       | Lage | |
| Schacht 128         | Stolln Nishnaja                                                 | 09             | Niederschlema-Alberoda      | Stolln             | 1948                            |                       | Bad Schlema, OT Niederschlema                     | Lage | Altbergbau                                                                                          |
| Schacht 129         | Stolln Jerchnaja                                                | 09             | Klosterberg                 | Stolln             | 1. Apr. 1948                    |                       | Bad Schlema, OT Niederschlema                     | Lage | |
| Schacht 130         | Fröschgeschrei                                                  | 03             | Schneeberg                  |                    | 1. Juli 1948                    | 237,17                | Schneeberg, OT Griesbach                          | Lage | |
| Schacht 130bis      |                                                                 | 03             | Schneeberg                  | Blindschacht       | 1. Feb. 1954                    | 58,90                 |                                                   |      | |
| Schacht 131         | Weidmannschacht                                                 | 03             | Hartmannsdorf               |                    | 1. Jan. 1948                    | 64,22                 | Hartmannsdorf                                     | Lage | |
| Schacht 132         | Apfelschacht                                                    | 04             | Annaberg                    |                    | 1948                            | 450,85                | Annaberg-Buchholz, OT Frohnau                     | Lage | |
| Schacht 133         | Jacob II                                                        | 07             | Niederschlag                |                    | 1. Aug. 1948                    | 118,80                | Sehmatal, OT Neudorf                              | Lage | |
| Schacht 133bis      | Jacob III                                                       | 07             | Niederschlag                |                    | Nov. 1948                       | 98,66                 | Sehmatal, OT Neudorf                              | Lage | |
| Schacht 134         | Frisch Glück Stolln                                             | 04             | Annaberg                    | Stolln             | 1. Aug. 1948                    |                       | Annaberg-Buchholz, OT Frohnau                     | Lage | |
| Schacht 135         |                                                                 | 07             | Schmalzgrube                | Stolln             | 10. März 1949                   |                       | Jöhstadt, OT Schmalzgrube                         | Lage | |
| Schacht 136         | Getreue Nachbarschaft                                           | 04             | Annaberg                    |                    | 1948                            | 271,70                | Annaberg-Buchholz, OT Frohnau                     | Lage | |
| Schacht 137         |                                                                 | 05             | Wolkenstein                 |                    | Juni 1948                       | 191,47                | Wolkenstein                                       | Lage | |
| Schacht 138         |                                                                 | 05             | Wolkenstein                 |                    | Juni 1948                       | 100,91                | Wolkenstein, OT Hilmersdorf                       | Lage | |
| Schacht 139         |                                                                 | 05             | Marienberg                  |                    | Juli 1948                       | 449,50                | Marienberg, OT Lauta                              | Lage | |
| Schacht 139bis      |                                                                 | 05             | Marienberg                  | Blindschacht       | Mai 1949                        | 257,55                | Marienberg, OT Lauta                              | Lage | |
| Schacht 140         | Schreckenbergstolln                                             | 04             | Annaberg                    | Stolln             | 1. Apr. 1948                    |                       | Annaberg-Buchholz, OT Frohnau                     | Lage | |
| Schacht 141         | Alexanderstolln                                                 | 04             | Annaberg                    | Stolln             | 1. Apr. 1948                    |                       | Annaberg-Buchholz, OT Buchholz                    | Lage | |
| Schacht 142         | Parkstolln                                                      | 04             | Annaberg                    | Stolln             | 1. Apr. 1948                    |                       | Annaberg-Buchholz, OT Buchholz                    | Lage | |
| Schacht 143         | Ritterstolln                                                    | 04             | Annaberg                    | Stolln             | 1. Apr. 1948                    |                       | Annaberg-Buchholz, OT Annaberg                    | Lage | |
| Schacht 144         | Schurf 182                                                      | 04             | Annaberg                    |                    | 1. März 1948                    | 119,50                | Annaberg-Buchholz, OT Frohnau                     | Lage | |
| Schacht 144         |                                                                 | 04             | Annaberg                    | Stolln             | 1948                            |                       | Annaberg-Buchholz, OT Frohnau                     | Lage | |
| Schacht 145         | Privoksalnaja                                                   | 01             | Johanngeorgenstadt          |                    | 20. Aug. 1948                   | 148,71                | Johanngeorgenstadt                                | Lage | |
| Schacht 146         | Stolln 1                                                        | 08             | Seifenbach                  | Stolln             | 1. Dez. 1948                    |                       | Breitenbrunn                                      | Lage | |
| Schacht 147         | Kapitale Rolle 40                                               | 01             | Johanngeorgenstadt          | Blindschacht       | 1. März 1947                    | 128,32                | Johanngeorgenstadt                                | Lage | |
| Schacht 148         | Turmhofschacht                                                  | 15             | Freiberg                    |                    | 1948                            | 714,10                | Freiberg                                          | Lage | Altbergbau, 1945 in Betrieb (VEB Bleierzgruben „Albert Funk“)                                       |
| Schacht 149         | Abrahamschacht                                                  | 15             | Freiberg                    |                    | 1948                            | 625,19                | Freiberg                                          | Lage | 1945 in Betrieb (VEB Bleierzgruben „Albert Funk“)                                                   |
| Schacht 150         | Jugendschacht                                                   | 03             | Schneeberg                  |                    | 1. Sep. 1948                    | 73,90                 | Schneeberg, OT Neustädtel                         | Lage | |
| Schacht 151         | Schurf Bergsee                                                  | 03             | Schneeberg                  |                    |                                 |                       |                                                   |      | |
| Schacht 152         | Vater Abraham                                                   | 05             | Marienberg                  |                    | 1948                            | 310,98                | Marienberg                                        | Lage | Altbergbau                                                                                          |
| Schacht 153         | Tiefer Hilfe Gottes Stolln                                      | 05             | Wolkenstein                 | Stolln             | März 1948                       |                       | Wolkenstein                                       | Lage | Altbergbau                                                                                          |
| Schacht 154         | Selig Trost                                                     | 15             | Freiberg                    | Blindschacht       | 1. Jan. 1949                    | 129,90                | Freiberg                                          | Lage | |
| Schacht 155         | Frisch Glück                                                    | 15             | Freiberg                    | Blindschacht       | 1. Jan. 1949                    | 48,50                 | Freiberg                                          | Lage | |
| Schacht 156         | Hospitalstolln                                                  | 04             | Annaberg                    | Stolln             | 1. Mai 1948                     |                       | Annaberg-Buchholz, OT Annaberg                    | Lage | |
| Schacht 157         |                                                                 | 01             | Johanngeorgenstadt          | Blindschacht       | 1. Juli 1947                    | 82,40                 | Johanngeorgenstadt                                | Lage | |
| Schacht 157bis      |                                                                 | 01             | Johanngeorgenstadt          | Blindschacht       | 1. Sep. 1949                    | 141,27                | Johanngeorgenstadt                                | Lage | |
| Schacht 158         | Gesenk 12                                                       | 01             | Johanngeorgenstadt          | Blindschacht       | 1. Juli 1947                    | 83,95                 | Johanngeorgenstadt                                | Lage | |
| Schacht 158bis      |                                                                 | 01             | Johanngeorgenstadt          | Blindschacht       | 1. Sep. 1949                    | 47,50                 | Johanngeorgenstadt                                | Lage | |
| Schacht 159         |                                                                 | 01             | Johanngeorgenstadt          | Blindschacht       | 10. Juni 1949                   | 75,35                 | Johanngeorgenstadt                                | Lage | |
| Schacht 160         |                                                                 | 01             | Johanngeorgenstadt          | Blindschacht       | 1949                            | 121,50                | Johanngeorgenstadt                                |      | |
| Schacht 161         | Rosengarten Stolln                                              | 01             | Johanngeorgenstadt          | Stolln             | 1. März 1948                    |                       | Johanngeorgenstadt                                | Lage | Altbergbau                                                                                          |
| Schacht 162         |                                                                 | 08             | Seifenbach                  | Stolln             | 1948                            |                       | Breitenbrunn                                      | Lage | |
| Schacht 163         | Stolln 2                                                        | 08             | Seifenbach                  | Stolln             | Dez. 1948                       |                       | Johanngeorgenstadt                                | Lage | |
| Schacht 164         | Stolln 3                                                        | 08             | Seifenbach                  | Stolln             | Nov. 1948                       |                       | Breitenbrunn                                      | Lage | |
| Schacht 165         | Stolln 4                                                        | 08             | Seifenbach                  | Stolln             | Nov. 1948                       |                       | Johanngeorgenstadt                                | Lage | |
| Schacht 166         | Stolln 5                                                        | 08             | Seifenbach                  | Stolln             | Dez. 1948                       |                       | Breitenbrunn                                      | Lage | |
| Schacht 167         | Stolln 6                                                        | 08             | Seifenbach                  | Stolln             | Dez. 1948                       |                       | Johanngeorgenstadt                                | Lage | |
| Schacht 168         | Stolln 7                                                        | 08             | Seifenbach                  | Stolln             | Dez. 1948                       |                       | Breitenbrunn                                      | Lage | |
| Schacht 169         | Markscheiderschacht                                             | 07             | Niederschlag                |                    | 1. Okt. 1948                    | 131,00                | Bärenstein, OT Stahlberg                          | Lage | |
| Schacht 170         | Stolln Nr. 4                                                    | 09             | Niederschlema-Alberoda      | Stolln             | Aug. 1948                       |                       | Aue, OT Alberoda                                  | Lage | |
| Schacht 171         |                                                                 | 07             | Niederschlag                | Blindschacht       | Feb. 1948                       | 184,25                | Sehmatal, OT Neudorf                              | Lage | |
| Schacht 172         | Stolln Nr. 1                                                    | 02             | Oberschlema                 | Stolln             | 1948                            |                       | Bad Schlema, OT Oberschlema                       | Lage | Altbergbau                                                                                          |
| Schacht 173         | Leipziger Stolln                                                | 03             | Schneeberg                  | Stolln             | Aug. 1948                       |                       | Schneeberg                                        | Lage | Altbergbau, das Mundloch wurde nicht aufgewältigt                                                   |
| Schacht 174         | Stolln Nr. 3                                                    | 02             | Oberschlema                 | Stolln             | 1948                            |                       | Bad Schlema, OT Oberschlema                       | Lage | |
| Schacht 175         | Stolln Nr. 5                                                    | 03             | Schneeberg                  | Stolln             | Mai 1948                        |                       | Schneeberg, OT Griesbach                          | Lage | |
| Schacht 176         | Tannenbergstolln                                                | 06             | Schneckenstein              | Stolln             | Juli 1948                       |                       | Muldenhammer, OT Tannenbergsthal                  | Lage | Altbergbau (Auerbacher Comun- und Tranksteuerstolln), in Betrieb durch VEB Zinnerz Grube Gottesberg |
| Schacht 177         | Blindschacht 1                                                  | 06             | Schneckenstein              | Blindschacht       | Juli 1948                       | 89,40                 | Klingenthal, OT Mühlleithen                       | Lage | in Betrieb durch VEB Zinnerz Grube Gottesberg                                                       |
| Schacht 178         | Himmelfahrtstolln                                               | 06             | Schneckenstein              | Stolln             | Aug. 1948                       |                       | Klingenthal, OT Brunndöbra                        | Lage | Altbergbau                                                                                          |
| Schacht 179         | Drei Brüder Stolln                                              | 06             | Schneckenstein              | Stolln             | Sep. 1948                       |                       | Klingenthal, OT Brunndöbra                        | Lage | Altbergbau                                                                                          |
| Schacht 180         | Friedrich August Stolln                                         | 06             | Schneckenstein              | Stolln             | Sep. 1948                       |                       | Muldenhammer, OT Tannenbergsthal                  | Lage | Altbergbau                                                                                          |
| Schacht 181         | Gesenk 6/1                                                      | 06             | Gottesberg                  |                    | 1. Sep. 1952                    | 179,00                | Muldenhammer, OT Tannenbergsthal                  | Lage | |
| Schacht 181bis      |                                                                 | 06             | Gottesberg                  | Blindschacht       | 1. Mai 1951                     | 214,60                | Muldenhammer, OT Tannenbergsthal                  | Lage | |
| Schacht 181         | Wolframstolln                                                   | 06             | Gottesberg                  | Stolln             | 1948                            |                       | Muldenhammer, OT Tannenbergsthal                  | Lage | Altbergbau, in Betrieb durch VEB Zinnerz Grube Gottesberg                                           |
| Schacht 182         |                                                                 | 04             | Annaberg                    |                    | 1948                            | 35,40                 | Annaberg-Buchholz, OT Frohnau                     | Lage | |
| Schacht 183         | Kurzer Schacht                                                  | 01             | Johanngeorgenstadt          | Blindschacht       | 12. Juli 1947                   | 104,15                | Johanngeorgenstadt                                | Lage | |
| Schacht 184         |                                                                 | 01             | Johanngeorgenstadt          | Blindschacht       | 1. Okt. 1948                    | 110,67                | Johanngeorgenstadt                                | Lage | |
| Schacht 185         | Neujahrbis                                                      | 01             | Johanngeorgenstadt          | Stolln             | 1949                            |                       | Johanngeorgenstadt                                | Lage | |
| Schacht 186         |                                                                 | 09             | Niederschlema-Alberoda      |                    | 1. Dez. 1948                    | 304,80                | Aue, OT Alberoda                                  | Lage | |
| Schacht 186 a       |                                                                 | 09             | Niederschlema-Alberoda      |                    | 1. Juni 1954                    | 287,86                | Aue, OT Alberoda                                  | Lage | |
| Schacht 186bis      |                                                                 | 09             | Niederschlema-Alberoda      | Blindschacht       | 1. März 1952                    | 305,60                | Aue, OT Alberoda                                  | Lage | |
| Schacht 186 c       |                                                                 | 09             | Niederschlema-Alberoda      | Blindschacht       | 1. Juli 1952                    | 180,80                | Aue, OT Alberoda                                  | Lage | |
| Schacht 187         | Nullsohle                                                       | 01             | Johanngeorgenstadt          | Stolln             | 1949                            |                       | Johanngeorgenstadt                                | Lage | |
| Schacht 188         | Kapitale Rolle 3                                                | 01             | Johanngeorgenstadt          | Blindschacht       | 1. Aug. 1949                    | 70,14                 | Johanngeorgenstadt                                | Lage | |
| Schacht 189         | Luftschacht                                                     | 07             | Niederschlag                |                    | Aug. 1948                       | 136,00                | Sehmatal, OT Neudorf                              | Lage | |
| Schacht 190         | Beschert Glück Röschenschacht                                   | 15             | Zug                         |                    | 1948                            | 405,00                | Freiberg, OT Zug                                  | Lage | Altbergbau (274 m bis Rothschönberger Stolln aufgewältigt)                                          |
| Schacht 191         | Neujahr Tagschacht                                              | 07             | Scheibenberg                |                    | 1948                            | 44,05                 | Scheibenberg                                      | Lage | Altbergbau                                                                                          |
| Schacht 192         | Schurfschacht 60                                                | 49             | Revier Heidenschanze        | Schurfschacht      | 1949                            | 44,80                 | Dresden, OT Coschütz                              | Lage | |
| Schacht 193         | Schurfschacht 40                                                | 49             | Revier Heidenschanze        | Schurfschacht      | 1949                            | 24,50                 | Dresden, OT Coschütz                              | Lage | |
| Schacht 194         |                                                                 | 49             | Revier Heidenschanze        | Wetterschacht      | 1949                            | 12,34                 | Dresden, OT Coschütz                              | Lage | |
| Schacht 195         | Schurfschacht 50                                                | 49             | Revier Heidenschanze        | Schurfschacht      | 1949                            | 33,42                 | Dresden, OT Coschütz                              | Lage | |
| Schacht 196         | Perlschacht                                                     | 15             | Niederpöbel                 |                    | 1. März 1948                    | 127,20                | Dippoldiswalde, OT Niederpöbel                    | Lage | Altbergbau                                                                                          |
| Schacht 197         |                                                                 | 15             | Niederpöbel                 | Stolln             | 1948                            |                       |                                                   |      | |
| Schacht 198         |                                                                 | 15             | Bärenhecke                  |                    | 1948                            | 32,30                 | Glashütte, OT Johnsbach                           | Lage | Altbergbau                                                                                          |
| Schacht 199         | Christophstolln                                                 | 15             | Bärenhecke                  | Stolln             | 1948                            |                       | Glashütte, OT Johnsbach                           | Lage | Altbergbau                                                                                          |
| Schacht 200         | Gesellschaft                                                    | 03             | Schneeberg                  |                    | 1949                            | 288,00                | Schneeberg, OT Neustädtel                         | Lage | 1945 offen, 122 m bis Marx-Semler aufgewältigt                                                      |
| Schacht 201         | Rappold Schacht                                                 | 03             | Schneeberg                  |                    | 1949                            | 225,20                | Schneeberg, OT Neustädtel                         | Lage | 1945 offen, 141,49 m bis Marx-Semler aufgewältigt                                                   |
| Schacht 202         | Tiefer Weißer Hirsch Stolln                                     | 08             | Weißer Hirsch               | Stolln             | 1949                            |                       | Breitenbrunn, OT Antonsthal                       | Lage | Altbergbau, das Mundloch wurde nicht aufgewältigt                                                   |
| Schacht 203         | Gottes Segen                                                    | 08             | Segen Gottes                |                    |                                 |                       |                                                   |      | |
| Schacht 204         |                                                                 | 08             | Seifenbach                  |                    | 1. Mai 1949                     | 115,90                | Breitenbrunn                                      | Lage | |
| Schacht 205         |                                                                 | 08             | Seifenbach                  |                    | 1. Mai 1949                     | 54,78                 | Breitenbrunn                                      | Lage | |
| Schacht 206         |                                                                 | 08             | Segen Gottes                |                    | 15. Apr. 1949                   | 327,16                | Breitenbrunn, OT Antonsthal                       | Lage | |
| Schacht 207         |                                                                 | 09             | Niederschlema-Alberoda      |                    | 1. Apr. 1949                    | 282,60                | Bad Schlema, OT Niederschlema                     | Lage | |
| Schacht 207bis      |                                                                 | 09             | Niederschlema-Alberoda      | Blindschacht       | März 1952                       | 304,73                | Bad Schlema, OT Niederschlema                     | Lage | |
| Schacht 207 IIbis   |                                                                 | 09             | Niederschlema-Alberoda      | Blindschacht       | 1. Feb. 1956                    | 237,41                | Bad Schlema, OT Niederschlema                     | Lage | |
| Schacht 208         |                                                                 | 09             | Niederschlema-Alberoda      | Wetterschacht      | 1. Apr. 1949                    | 862,60                | Bad Schlema, OT Niederschlema                     | Lage | |
| Schacht 208bis      |                                                                 | 09             | Niederschlema-Alberoda      | Blindschacht       | März 1952                       | 304,70                | Bad Schlema, OT Niederschlema                     | Lage | |
| Schacht 208 IIbis   |                                                                 | 09             | Niederschlema-Alberoda      | Blindschacht       | 1. Aug. 1962                    | 181,30                | Bad Schlema, OT Niederschlema                     | Lage | |
| Schacht 208 W       |                                                                 | 09             | Niederschlema-Alberoda      | Wetterschacht      | Aug. 1956                       | 860,80                | Aue, OT Alberoda                                  | Lage | |
| Schacht 208 IIW     |                                                                 | 09             | Niederschlema-Alberoda      | Wetterblindschacht | Apr. 1964                       | 446,10                | Aue, OT Alberoda                                  | Lage | |
| Schacht 208 IIIW    |                                                                 | 09             | Niederschlema-Alberoda      | Wetterblindschacht | Sep. 1986                       | 177,10                | Aue, OT Alberoda                                  | Lage | |
| Schacht 208 IVW     |                                                                 | 09             | Niederschlema-Alberoda      | Wetterblindschacht | Okt. 1985                       | 188,90                | Aue, OT Alberoda                                  | Lage | |
| Schacht 209         |                                                                 | 15             | Bärenhecke                  |                    | 1. Jan. 1949                    | 233,80                | Glashütte, OT Johnsbach                           | Lage | |
| Schacht 210         |                                                                 | 07             | Scheibenberg                |                    | Feb. 1949                       | 203,44                | Scheibenberg                                      | Lage | |
| Schacht 211         |                                                                 | 07             | Niederschlag                | Stolln             | März 1949                       |                       | Oberwiesenthal                                    | Lage | |
| Schacht 212         |                                                                 | 07             | Niederschlag                | Stolln             | Jan. 1949                       |                       | Oberwiesenthal                                    | Lage | |
| Schacht 213         |                                                                 | 07             | Niederschlag                | Stolln             | Jan. 1949                       |                       | Oberwiesenthal                                    | Lage | |
| Schacht 214         |                                                                 | 07             | Niederschlag                | Stolln             | Feb. 1949                       |                       | Oberwiesenthal, OT Hammerunterwiesenthal          | Lage | |
| Schacht 215         |                                                                 | 07             | Niederschlag                | Stolln             | Feb. 1949                       |                       | Oberwiesenthal                                    | Lage | |
| Schacht 216         |                                                                 | 07             | Niederschlag                | Stolln             | Feb. 1949                       |                       | Oberwiesenthal                                    | Lage | |
| Schacht 217         |                                                                 | 07             | Niederschlag                | Stolln             | Feb. 1949                       |                       | Bärenstein, OT Stahlberg                          | Lage | |
| Schacht 218         | Stolln 1                                                        | 08             | Segen Gottes                | Stolln             | 1. Dez. 1948                    |                       | Breitenbrunn, OT Antonsthal                       | Lage | |
| Schacht 219         | Stolln 2                                                        | 08             | Segen Gottes                | Stolln             | 1. Jan. 1949                    |                       | Breitenbrunn, OT Antonsthal                       | Lage | |
| Schacht 220         | Stolln 3                                                        | 08             | Segen Gottes                | Stolln             | 1. Feb. 1949                    |                       | Breitenbrunn, OT Rittersgrün                      | Lage | |
| Schacht 221         | Stolln 4                                                        | 08             | Segen Gottes                | Stolln             | 1. März 1949                    |                       | Breitenbrunn, OT Rittersgrün                      | Lage | |
| Schacht 222         | Stolln 5                                                        | 08             | Segen Gottes                | Stolln             | 1. März 1949                    |                       | Breitenbrunn, OT Rittersgrün                      | Lage | |
| Schacht 223         | Stolln 6                                                        | 08             | Segen Gottes                | Stolln             | Okt. 1949                       |                       | Breitenbrunn, OT Rittersgrün                      | Lage | |
| Schacht 224         | Stolln 8                                                        | 08             | Neuoberhaus                 | Stolln             | 1. Dez. 1948                    |                       | Johanngeorgenstadt                                | Lage | |
| Schacht 225         | Stolln 9                                                        | 08             | Neuoberhaus                 | Stolln             | 1. Dez. 1948                    |                       | Johanngeorgenstadt                                | Lage | |
| Schacht 226         | Stolln 10                                                       | 08             | Neuoberhaus                 | Stolln             | 1. Dez. 1948                    |                       | Johanngeorgenstadt                                | Lage | |
| Schacht 227         | Zentralschacht                                                  | 01             | Johanngeorgenstadt          |                    | 15. Mai 1949                    | 329,85                | Johanngeorgenstadt                                | Lage | |
| Schacht 228         |                                                                 | 01             | Johanngeorgenstadt          | Blindschacht       | 1. Apr. 1949                    | 212,55                | Johanngeorgenstadt                                | Lage | |
| Schacht 229         |                                                                 | 01             | Johanngeorgenstadt          | Blindschacht       | 1. Aug. 1949                    | 55,00                 | Johanngeorgenstadt                                | Lage | |
| Schacht 230         | Querschlag 11                                                   | 01             | Johanngeorgenstadt          | Querschlag         | 1949                            |                       | Johanngeorgenstadt                                | Lage | |
| Schacht 231         | rekonstruierter Schurf 44                                       | 04             | Annaberg                    |                    | 1946                            | 76,15                 | Annaberg-Buchholz, OT Buchholz                    | Lage | |
| Schacht 231         | rekonstruierter Schurf 90                                       | 04             | Annaberg                    |                    | 1946                            | 78,20                 | Annaberg-Buchholz, OT Frohnau                     | Lage | |
| Schacht 231         | rekonstruierter Schurf 105                                      | 04             | Annaberg                    |                    | 1946                            | 91,50                 | Annaberg-Buchholz, OT Frohnau                     | Lage | |
| Schacht 232         |                                                                 | 08             | Seifenbach                  | Stolln             | 1. März 1949                    |                       | Breitenbrunn                                      | Lage | |
| Schacht 233         |                                                                 | 08             | Seifenbach                  | Stolln             | 1. März 1949                    |                       | Breitenbrunn                                      | Lage | |
| Schacht 234         |                                                                 | 08             | Seifenbach                  | Stolln             | 1. März 1949                    |                       | Breitenbrunn                                      | Lage | |
| Schacht 235         | Musikschacht                                                    | 08             | Weißer Hirsch               |                    | 20. März 1950                   | 248,00                | Breitenbrunn, OT Antonsthal                       | Lage | |
| Schacht 235bis      | Kunstschacht                                                    | 08             | Weißer Hirsch               |                    | 1949                            | 125,00                | Breitenbrunn, OT Antonsthal                       | Lage | Altbergbau                                                                                          |
| Schacht 236         | Stolln 7                                                        | 08             | Segen Gottes                | Stolln             | März 1949                       |                       | Breitenbrunn, OT Antonsthal                       | Lage | |
| Schacht 237         | Lichtloch 9                                                     | 09             | Niederschlema-Alberoda      |                    | 1949                            | 15,76                 | Bad Schlema, OT Niederschlema                     | Lage | Lichtloch 9 (MSS)                                                                                   |
| Schacht 238         | Schurf 2                                                        | 05             | Wolkenstein                 |                    | Dez. 1948                       | 144,77                | Wolkenstein, OT Gehringswalde                     | Lage | |
| Schacht 239         |                                                                 | 08             | April                       | Stolln             |                                 |                       | Breitenbrunn, OT Rittersgrün                      | Lage | |
| Schacht 240         |                                                                 | 08             | April                       |                    |                                 |                       |                                                   |      | |
| Schacht 241         | Schneckensteinschacht                                           | 06             | Schneckenstein              |                    | 1. Juni 1949                    | 376,55                | Muldenhammer, OT Tannenbergsthal                  | Lage | |
| Schacht 241bis      |                                                                 | 06             | Schneckenstein              | Blindschacht       | Feb. 1952                       | 186,00                | Muldenhammer, OT Tannenbergsthal                  | Lage | |
| Schacht 242         | Kapitale Rolle 15                                               | 01             | Johanngeorgenstadt          | Blindschacht       | 1. Juni 1949                    | 64,22                 | Johanngeorgenstadt                                | Lage | |
| Schacht 243         |                                                                 | 08             | Seifenbach                  |                    | 1. Mai 1949                     | 80,75                 | Breitenbrunn                                      | Lage | |
| Schacht 243         | Querschlag Süd                                                  | 08             | Seifenbach                  | Querschlag         | 1. März 1949                    |                       | Breitenbrunn                                      | Lage | |
| Schacht 244         | Maischacht                                                      | 06             | Schneckenstein              |                    | 1. Juni 1949                    | 344,60                | Klingenthal, OT Brunndöbra                        | Lage | |
| Schacht 245         |                                                                 | 07             | Niederschlag                |                    | März 1948                       | 130,10                | Oberwiesenthal, OT Hammerunterwiesenthal          | Lage | |
| Schacht 246         |                                                                 | 09             | Klosterberg                 |                    | 1. Apr. 1949                    | 157,00                | Bad Schlema, OT Niederschlema                     | Lage | |
| Schacht 247         |                                                                 | 08             | April                       |                    | 15. Juli 1949                   | 120,24                | Breitenbrunn, OT Rittersgrün                      | Lage | |
| Schacht 248         |                                                                 | 08             | Mai                         |                    | 25. Juli 1949                   | 383,20                | Breitenbrunn, OT Antonsthal                       | Lage | |
| Schacht 249         |                                                                 | 07             | Neudorf                     |                    | 11. Aug. 1949                   | 186,58                | Sehmatal, OT Neudorf                              | Lage | |
| Schacht 250         | Kirotschnaja                                                    | 09             | Niederschlema-Alberoda      |                    | 1. Aug. 1949                    | 300,90                | Bad Schlema, OT Niederschlema                     | Lage | |
| Schacht 251         |                                                                 | 05             | Großrückerswalde            |                    | Aug. 1949                       | 148,09                | Großrückerswalde                                  | Lage | |
| Schacht 252         | Jugendschacht                                                   | 06             | Schneckenstein              |                    | 1. Aug. 1949                    | 375,40                | Muldenhammer, OT Tannenbergsthal                  | Lage | |
| Schacht 252bis      |                                                                 | 06             | Schneckenstein              | Blindschacht       | Feb. 1952                       | 131,80                | Muldenhammer, OT Tannenbergsthal                  | Lage | |
| Schacht 253         |                                                                 | 08             | Juni                        |                    | 15. Juli 1949                   | 302,60                | Breitenbrunn                                      | Lage | |
| Schacht 254         |                                                                 | 06             | Bergen                      |                    | 1. Sep. 1949                    | 169,80                | Theuma                                            | Lage | |
| Schacht 255         |                                                                 | 01             | Johanngeorgenstadt          | Blindschacht       | 1949                            | 95,80                 | Johanngeorgenstadt                                | Lage | |
| Schacht 256         |                                                                 | 02             | Oberschlema                 |                    | 1. Okt. 1949                    | 422,08                | Bad Schlema, OT Oberschlema                       | Lage | |
| Schacht 257         |                                                                 | 08             | August                      |                    | 15. Juli 1949                   | 218,00                | Raschau-Markersbach, OT Raschau                   | Lage | |
| Schacht 258         |                                                                 | 15             | Johnsbach                   |                    | 1949                            | 47,00                 | Glashütte, OT Johnsbach                           | Lage | |
| Schacht 259         |                                                                 | 02             | Oberschlema                 |                    | 1. März 1949                    | 379,90                | Bad Schlema, OT Niederschlema                     | Lage | |
| Schacht 260         | Pucher Schacht                                                  | 03             | Schneeberg                  |                    | 1949                            | 110,49                | Schneeberg, OT Neustädtel                         | Lage | Altbergbau                                                                                          |
| Schacht 261         |                                                                 | 05             | Marienberg                  | Blindschacht       | Mai 1949                        | 33,16                 | Marienberg, OT Lauta                              | Lage | |
| Schacht 262         | Unvermut Glück                                                  | 05             | Marienberg                  |                    | Feb. 1948                       | 291,28                | Marienberg                                        | Lage | Altbergbau                                                                                          |
| Schacht 263         |                                                                 | 05             | Wolkenstein                 | Blindschacht       | Mai 1949                        | 128,81                | Wolkenstein, OT Gehringswalde                     | Lage | |
| Schacht 264         | Neu Gottes Geschicker Kunstschacht                              | 08             | Raschau-Waschleithe         |                    | 1949                            | 213,26                | Raschau-Markersbach, OT Raschau                   | Lage | Altbergbau                                                                                          |
| Schacht 265         | Stolln 6                                                        | 09             | Niederschlema-Alberoda      | Stolln             | Dez. 1948                       |                       | Aue, OT Alberoda                                  | Lage | |
| Schacht 266         |                                                                 | 03             | Schneeberg                  | Blindschacht       | 25. Apr. 1949                   | 66,70                 | Schneeberg, OT Griesbach                          | Lage | |
| Schacht 267         | Flachen 25                                                      | 03             | Schneeberg                  | Flachen            | 1. März 1949                    | 11,60                 | Schneeberg                                        | Lage | |
| Schacht 268         | Fruchtbare Torheit                                              | 03             | Schneeberg                  | Blindschacht       | 1. März 1949                    | 31,70                 | Schneeberg                                        | Lage | |
| Schacht 269         | Schacht 8                                                       | 49             | Revier Heidenschanze        |                    | 1949                            | 269,34                | Dresden, OT Coschütz                              | Lage | |
| Schacht 270         | Michaelis                                                       | 04             | Annaberg                    |                    | 1949                            | 250,05                | Annaberg-Buchholz, OT Annaberg                    | Lage | |
| Schacht 271         |                                                                 | 02             | Oberschlema                 | Blindschacht       | 25. Dez. 1949                   | 59,51                 | Bad Schlema, OT Oberschlema                       | Lage | |
| Schacht 272         |                                                                 | 02             | Oberschlema                 | Blindschacht       | 25. Dez. 1949                   | 62,73                 | Bad Schlema, OT Oberschlema                       | Lage | |
| Schacht 273         |                                                                 | 02             | Oberschlema                 | Blindschacht       | 20. Dez. 1949                   | 64,16                 | Bad Schlema, OT Oberschlema                       | Lage | |
| Schacht 274         |                                                                 | 02             | Oberschlema                 | Blindschacht       | 20. Dez. 1949                   | 63,25                 | Bad Schlema, OT Oberschlema                       | Lage | |
| Schacht 275         |                                                                 | 02             | Oberschlema                 |                    | 20. Nov. 1949                   | 155,50                | Bad Schlema, OT Wildbach                          | Lage | |
| Schacht 276         | Alberoda II                                                     | 09             | Niederschlema-Alberoda      |                    | 20. Nov. 1949                   | 156,20                | Aue, OT Alberoda                                  | Lage | |
| Schacht 277         |                                                                 | 06             | Zobes                       |                    | 1. Sep. 1949                    | 367,20                | Neuensalz                                         | Lage | |
| Schacht 278         | Stalinschacht                                                   | 08             | August                      |                    | 21. Dez. 1949                   | 353,30                | Schwarzenberg, OT Grünstädtel                     | Lage | |
| Schacht 279         | Stalinschacht                                                   | 08             | Juni                        |                    | 20. Dez. 1949                   | 128,49                | Breitenbrunn                                      | Lage | |
| Schacht 280         | Stalinschacht                                                   | 02             | Oberschlema                 |                    | 21. Dez. 1949                   | 508,60                | Bad Schlema, OT Oberschlema                       | Lage | |
| Schacht 280bis      |                                                                 | 02             | Oberschlema                 | Blindschacht       | 1955                            | 335,00                | Bad Schlema, OT Oberschlema                       | Lage | |
| Schacht 281         | Stalinschacht                                                   | 07             | Niederschlag                |                    | 21. Dez. 1949                   | 328,40                | Oberwiesenthal                                    | Lage | |
| Schacht 282         | Stalinschacht                                                   | 07             | Niederschlag                |                    | 21. Dez. 1949                   | 260,00                | Oberwiesenthal                                    | Lage | |
| Schacht 283         |                                                                 | 05             | Marienberg                  |                    | Okt. 1949                       | 89,55                 | Marienberg, OT Pobershau                          | Lage | |
| Schacht 284         |                                                                 | 01             | Johanngeorgenstadt          | Blindschacht       | 15. Dez. 1949                   | 39,76                 | Johanngeorgenstadt                                | Lage | |
| Schacht 285         |                                                                 | 01             | Johanngeorgenstadt          | Blindschacht       | 15. Dez. 1949                   | 38,10                 | Johanngeorgenstadt                                | Lage | |
| Schacht 286         |                                                                 | 01             | Johanngeorgenstadt          | Blindschacht       | 15. Dez. 1949                   | 33,30                 | Johanngeorgenstadt                                | Lage | |
| Schacht 287         |                                                                 | 01             | Johanngeorgenstadt          | Blindschacht       | 1. Feb. 1950                    | 25,06                 | Johanngeorgenstadt                                | Lage | |
| Schacht 288         |                                                                 | 01             | Johanngeorgenstadt          | Blindschacht       | 1. März 1950                    | 63,02                 | Johanngeorgenstadt                                | Lage | |
| Schacht 289         |                                                                 | 01             | Johanngeorgenstadt          | Blindschacht       | 1. Jan. 1950                    | 67,70                 | Johanngeorgenstadt                                | Lage | |
| Schacht 290         |                                                                 | 01             | Johanngeorgenstadt          | Blindschacht       | 25. Dez. 1949                   | 215,10                | Johanngeorgenstadt                                | Lage | |
| Schacht 291         |                                                                 | 01             | Johanngeorgenstadt          | Blindschacht       | 1. Jan. 1950                    | 122,60                | Johanngeorgenstadt                                | Lage | |
| Schacht 292         |                                                                 | 04             | Falkenbach                  |                    | Nov. 1949                       | 106,60                | Wolkenstein, OT Falkenbach                        | Lage | |
| Schacht 293         |                                                                 | 15             | Johnsbach                   |                    | 1. März 1950                    | 107,70                | Glashütte, OT Johnsbach                           | Lage | |
| Schacht 294         |                                                                 | 06             | Zobes                       |                    | 1. März 1950                    | 388,00                | Neuensalz, OT Zobes                               | Lage | |
| Schacht 294 I       |                                                                 | 06             | Zobes                       | Blindschacht       | Dez. 1953                       | 356,20                | Neuensalz, OT Zobes                               | Lage | |
| Schacht 294 II      |                                                                 | 06             | Zobes                       | Blindschacht       | März 1959                       | 193,00                | Neuensalz, OT Zobes                               | Lage | |
| Schacht 295         |                                                                 | 06             | Gottesberg                  |                    | 10. März 1950                   | 139,30                | Muldenhammer, OT Tannenbergsthal                  | Lage | |
| Schacht 296         |                                                                 | 09             | Niederschlema-Alberoda      |                    | 20. März 1950                   | 424,50                | Aue, OT Alberoda                                  | Lage | |
| Schacht 296bis      |                                                                 | 09             | Niederschlema-Alberoda      | Blindschacht       | Jan. 1954                       | 310,48                | Aue, OT Alberoda                                  | Lage | |
| Schacht 296 IIbis   |                                                                 | 09             | Niederschlema-Alberoda      | Blindschacht       | Nov. 1958                       | 460,50                | Aue, OT Alberoda                                  | Lage | |
| Schacht 297         |                                                                 | 09             | Zeller Berg                 |                    | 20. März 1950                   | 324,11                | Aue                                               | Lage | |
| Schacht 298         |                                                                 | 09             | Freibad                     | Stolln             | 20. März 1950                   |                       | Lauter-Bernsbach, OT Lauter                       | Lage | |
| Schacht 299         |                                                                 | 09             | Freibad                     |                    | 20. März 1950                   | 430,16                | Aue                                               | Lage | |
| Schacht 300         |                                                                 | 05             | Marienberg                  | Blindschacht       | 1. März 1950                    | 213,70                | Marienberg, OT Lauta                              | Lage | |
| Schacht 301         |                                                                 | 05             | Wolkenstein                 | Blindschacht       | Dez. 1949                       | 120,07                | Wolkenstein                                       | Lage | |
| Schacht 302         |                                                                 | 05             | Marienberg                  |                    | 1. März 1950                    | 113,48                | Marienberg                                        | Lage | |
| Schacht 303         |                                                                 | 05             | Pobershau                   |                    | 1. März 1950                    | 104,53                | Marienberg, OT Pobershau                          | Lage | |
| Schacht 304         | Wildsberg Richtschacht                                          | 05             | Pobershau                   |                    | 1. März 1950                    | 305,16                | Marienberg, OT Pobershau                          | Lage | Altbergbau                                                                                          |
| Schacht 305         |                                                                 | 09             | Freibad                     |                    | 1. Jan. 1950                    | 136,00                | Aue                                               | Lage | |
| Schacht 306         |                                                                 | 08             | Oktober                     |                    | 12. Mai 1950                    | 235,00                | Schwarzenberg, OT Erla                            | Lage | |
| Schacht 307         |                                                                 | 08             | Oktober                     |                    | 12. Mai 1950                    | 234,00                | Schwarzenberg, OT Pöhla                           | Lage | |
| Schacht 308         |                                                                 | 08             | Oktober                     |                    | 12. Mai 1950                    | 107,00                | Schwarzenberg, OT Grünstädtel                     | Lage | |
| Schacht 309         |                                                                 | 02             | Oberschlema                 |                    | 15. Mai 1950                    | 405,30                | Bad Schlema, OT Niederschlema                     | Lage | |
| Schacht 310         |                                                                 | 02             | Oberschlema                 |                    | 25. Mai 1950                    | 663,75                | Bad Schlema, OT Niederschlema                     | Lage | |
| Schacht 311         |                                                                 | 02             | Oberschlema                 |                    | 15. Mai 1950                    | 486,70                | Schneeberg                                        | Lage | |
| Schacht 312         |                                                                 | 09             | Niederschlema-Alberoda      |                    | 15. Mai 1950                    | 389,02                | Bad Schlema, OT Niederschlema                     | Lage | |
| Schacht 312bis      |                                                                 | 09             | Niederschlema-Alberoda      | Blindschacht       | März 1952                       | 300,93                | Bad Schlema, OT Niederschlema                     | Lage | |
| Schacht 313         |                                                                 | 09             | Neu Alberoda                |                    | 20. Mai 1950                    | 116,50                | Aue                                               | Lage | |
| Schacht 314         |                                                                 | 09             | Neu Alberoda                |                    | 20. Mai 1950                    | 176,80                | Aue                                               | Lage | |
| Schacht 315         |                                                                 | 09             | Zeller Berg                 |                    | 30. Nov. 1950                   | 85,50                 | Lößnitz                                           | Lage | |
| Schacht 316         |                                                                 | 09             | Freibad                     |                    | 20. Mai 1950                    | 53,00                 | Aue                                               | Lage | |
| Schacht 317         |                                                                 | 08             | Mai                         |                    | 15. Juni 1950                   | 270,20                | Breitenbrunn, OT Antonsthal                       | Lage | |
| Schacht 318         |                                                                 | 08             | September                   |                    | 15. Juni 1950                   | 191,00                | Schwarzenberg, OT Erla                            | Lage | |
| Schacht 319         |                                                                 | 08             | August                      |                    | 10. Juli 1950                   | 322,69                | Schwarzenberg, OT Wildenau                        | Lage | |
| Schacht 320         |                                                                 | 06             | Zobes                       |                    | 15. Juni 1950                   | 385,00                | Neuensalz, OT Mechelgrün                          | Lage | |
| Schacht 320 I       |                                                                 | 06             | Zobes                       | Blindschacht       | Dez. 1953                       | 351,60                | Neuensalz, OT Mechelgrün                          | Lage | |
| Schacht 321         | Hasenschacht                                                    | 06             | Schneckenstein              |                    | 15. Juni 1950                   | 112,90                | Klingenthal, OT Brunndöbra                        | Lage | |
| Schacht 322         |                                                                 | 05             | Mildenau                    |                    | 24. Mai 1950                    | 118,10                | Mildenau                                          | Lage | |
| Schacht 323         |                                                                 | 08             | Segen Gottes                | Blindschacht       | 15. Juli 1950                   | 163,00                | Breitenbrunn, OT Rittersgrün                      | Lage | |
| Schacht 324         |                                                                 | 08             | September                   |                    | 10. Juli 1950                   | 147,99                | Schwarzenberg, OT Erla                            | Lage | |
| Schacht 325         |                                                                 | 08             | Seifenbach                  | Blindschacht       | 15. Aug. 1950                   | 67,40                 | Breitenbrunn                                      | Lage | kein Sohlenanschlag                                                                                 |
| Schacht 326         |                                                                 | 07             | Niederschlag                | Blindschacht       | 1. Dez. 1949                    | 190,60                | Oberwiesenthal                                    | Lage | |
| Schacht 327         |                                                                 | 07             | Neudorf                     |                    | Jan. 1950                       | 190,30                | Sehmatal, OT Neudorf                              | Lage | |
| Schacht 328         |                                                                 | 07             | Niederschlag                | Blindschacht       | 1. Dez. 1949                    | 170,80                | Oberwiesenthal                                    | Lage | |
| Schacht 329         |                                                                 | 09             | Lauter                      |                    | 1. Aug. 1950                    | 68,30                 | Lauter-Bernsbach, OT Lauter                       | Lage | |
| Schacht 330         | Lesnoje                                                         | 09             | Henneberg                   |                    | 1. Juli 1950                    | 136,60                | Lauter-Bernsbach, OT Lauter                       | Lage | |
| Schacht 331         |                                                                 | 09             | Niederschlema-Alberoda      | Blindschacht       | 18. Juli 1950                   | 63,00                 | Bad Schlema, OT Niederschlema                     | Lage | |
| Schacht 332         |                                                                 | 08             | Bermsgrün                   |                    | 15. Aug. 1950                   | 237,30                | Schwarzenberg, OT Bermsgrün                       | Lage | |
| Schacht 333         |                                                                 | 08             | Weißer Hirsch               |                    | 12. Aug. 1950                   | 232,68                | Breitenbrunn, OT Antonsthal                       | Lage | |
| Schacht 334         |                                                                 | 05             | Großrückerswalde            | Stolln             | Okt. 1950                       |                       | Großrückerswalde                                  | Lage | |
| Schacht 335         | Feengrotten                                                     | 30             | Saalfeld                    |                    | 1. Sep. 1950                    | 78,20                 | Saalfeld/Saale                                    | Lage | |
| Schacht 336         |                                                                 | 08             | Unruhe                      |                    | 18. Sep. 1950                   | 315,96                | Breitenbrunn                                      | Lage | |
| Schacht 337         |                                                                 | 08             | Neuoberhaus                 |                    | 10. Sep. 1950                   | 158,51                | Breitenbrunn                                      | Lage | |
| Schacht 338         |                                                                 | 02             | Oberschlema                 | Blindschacht       | 2. Juli 1950                    | 118,90                | Bad Schlema, OT Oberschlema                       | Lage | |
| Schacht 339         |                                                                 | 02             | Oberschlema                 | Blindschacht       | 15. Aug. 1950                   | 242,22                | Bad Schlema, OT Oberschlema                       | Lage | |
| Schacht 340         |                                                                 | 09             | Niederschlema-Alberoda      | Blindschacht       | Juli 1951                       | 92,50                 | Bad Schlema, OT Niederschlema                     | Lage | |
| Schacht 341         |                                                                 | 05             | Wolkenstein                 |                    | Okt. 1950                       | 6,00                  | Wolkenstein, OT Gehringswalde                     | Lage | Teufen abgebrochen                                                                                  |
| Schacht 342         |                                                                 | 05             | Marienberg                  |                    | Okt. 1950                       | 118,38                | Marienberg, OT Lauta                              | Lage | |
| Schacht 343         | Seeschacht                                                      | 06             | Schneckenstein              |                    | 16. Okt. 1950                   | 170,10                | Muldenhammer, OT Tannenbergsthal                  | Lage | |
| Schacht 344         | Waldschacht                                                     | 06             | Schneckenstein              |                    | 16. Okt. 1950                   | 185,60                | Grünbach, OT Muldenberg                           | Lage | |
| Schacht 345         |                                                                 | 30             | Dittrichshütte              |                    | 27. Sep. 1950                   | 184,10                | Saalfeld/Saale, OT Dittrichshütte                 | Lage | |
| Schacht 346         |                                                                 | 08             | Unruhe                      |                    | Okt. 1950                       | 414,00                | Breitenbrunn, OT Rittersgrün                      | Lage | |
| Schacht 347         | Zentralschacht                                                  | 06             | Schneckenstein              |                    | 1. März 1951                    | 399,80                | Muldenhammer, OT Tannenbergsthal                  | Lage | |
| Schacht 348         |                                                                 | 15             | Niederpöbel                 |                    | März 1951                       | 227,37                | Dippoldiswalde, OT Niederpöbel                    | Lage | |
| Schacht 349         | Lesnoje                                                         | 09             | Henneberg                   |                    | 1. Juni 1950                    | 119,75                | Lauter-Bernsbach, OT Lauter                       | Lage | |
| Schacht 350         |                                                                 | 30             | Dittrichshütte              |                    | Juni 1951                       | 248,60                | Saalfeld/Saale, OT Dittrichshütte                 | Lage | |
| Schacht 351         |                                                                 | 30             | Dittrichshütte              |                    | Juni 1951                       | 208,30                | Saalfeld/Saale, OT Dittrichshütte                 | Lage | |
| Schacht 352         |                                                                 | 90             | Lichtenberg                 |                    | Juli 1951                       | 197,70                | Kauern, OT Lichtenberg                            | Lage | von der Absetzerhalde überdeckt, Zugang über Stolln 352                                             |
| Schacht 352 I       |                                                                 | 90             | Lichtenberg                 | Wetterblindschacht | Okt. 1978                       | 53,00                 |                                                   |      | |
| Schacht 353         |                                                                 | 30             | Dittrichshütte              |                    | Aug. 1951                       | 169,60                | Saalfeld/Saale, OT Dittrichshütte                 | Lage | |
| Schacht 354         |                                                                 | 06             | Zobes                       |                    | Aug. 1951                       | 378,70                | Neuensalz, OT Zobes                               | Lage | |
| Schacht 355         |                                                                 | 30             | Arnsbachtal                 |                    | Aug. 1951                       |                       | Gräfenthal, OT Creunitz                           | Lage | |
| Schacht 356         |                                                                 | 90             | Schmirchau                  |                    | Okt. 1951                       | 131,30                | Ronneburg, OT Schmirchau                          | Lage | vom Tagebau Lichtenberg überbaggert                                                                 |
| Schacht 357         |                                                                 | 30             | Dittrichshütte              |                    | 12. Feb. 1952                   | 110,50                | Saalfeld/Saale, OT Birkenheide                    | Lage | |
| Schacht 358         | Schacht 1                                                       | 49             | Revier Gittersee            |                    | 3. Sep. 1950                    | 545,90                | Dresden, OT Gittersee                             | Lage | |
| Schacht 358bis      | Schacht 2                                                       | 49             | Revier Gittersee            |                    | Sep. 1950                       | 231,60                | Dresden, OT Gittersee                             | Lage | |
| Schacht 359         |                                                                 | 02             | Oberschlema                 | Blindschacht       | Sep. 1952                       | 57,80                 | Bad Schlema, OT Oberschlema                       | Lage | |
| Schacht 360         | Schacht 3                                                       | 49             | Revier Gittersee            |                    | 1953                            | 165,72                | Freital, OT Großburgk                             | Lage | |
| Schacht 361         | Schacht 4                                                       | 49             | Revier Heidenschanze        |                    | 1953                            | 192,30                | Freital, OT Birkigt                               | Lage | |
| Schacht 361bis      | Schacht 5                                                       | 49             | Revier Gittersee            | Fallort            | 1953                            | 54,90                 | Freital, OT Potschappel                           | Lage | |
| Schacht 362         |                                                                 | 06             | Zobes                       |                    | Jan. 1954                       | 387,10                | Neuensalz, OT Mechelgrün                          | Lage | |
| Schacht 362 I       |                                                                 | 06             | Zobes                       | Blindschacht       | Dez. 1954                       | 308,20                | Neuensalz, OT Mechelgrün                          | Lage | |
| Schacht 362 II      |                                                                 | 06             | Zobes                       | Blindschacht       | Feb. 1959                       | 148,40                | Neuensalz, OT Mechelgrün                          | Lage | |
| Schacht 363         |                                                                 | 90             | Paitzdorf                   |                    | 14. Apr. 1954                   | 275,43                | Paitzdorf                                         | Lage | |
| Schacht 363 a       |                                                                 | 90             | Paitzdorf                   |                    | Okt. 1955                       | 165,17                | Paitzdorf                                         | Lage | |
| Schacht 364         |                                                                 | 06             | Zobes                       |                    | Okt. 1954                       | 256,30                | Neuensalz, OT Zobes                               | Lage | |
| Schacht 365         |                                                                 | 09             | Lößnitz                     |                    | 1. Feb. 1955                    | 426,30                | Lößnitz                                           | Lage | |
| Schacht 366         |                                                                 | 09             | Niederschlema-Alberoda      |                    | März 1955                       | 683,11                | Aue, OT Alberoda                                  | Lage | |
| Schacht 366bis      |                                                                 | 09             | Niederschlema-Alberoda      | Blindschacht       | März 1957                       | 459,30                | Aue, OT Alberoda                                  | Lage | |
| Schacht 366 IIbis   |                                                                 | 09             | Niederschlema-Alberoda      | Blindschacht       | 1. Aug. 1963                    | 381,80                | Aue, OT Alberoda                                  | Lage | |
| Schacht 366 IIIbis  |                                                                 | 09             | Niederschlema-Alberoda      | Blindschacht       |                                 | geplant 135,00        |                                                   |      | geplant                                                                                             |
| Schacht 366 IVbis   |                                                                 | 09             | Niederschlema-Alberoda      | Blindschacht       |                                 | geplant 180,00        |                                                   |      | geplant                                                                                             |
| Schacht 366 Vbis    |                                                                 | 09             | Niederschlema-Alberoda      | Wetterblindschacht |                                 | geplant 180,00        |                                                   |      | geplant                                                                                             |
| Schacht 367         |                                                                 | 90             | Schmirchau                  |                    | 18. Feb. 1955                   | 364,40                | Ronneburg, OT Schmirchau                          | Lage | |
| Schacht 368         |                                                                 | 90             | Schmirchau                  |                    | 18. Feb. 1955                   | 357,40                | Ronneburg, OT Schmirchau                          | Lage | |
| Schacht 369         |                                                                 | 90             | Schmirchau                  |                    | Nov. 1955                       | 210,90                | Ronneburg, OT Schmirchau                          | Lage | |
| Schacht 369 I       |                                                                 | 90             | Schmirchau                  | Wetterblindschacht | März 1979                       | 57,70                 | Ronneburg, OT Schmirchau                          | Lage | 240 m-Sohle bis 300 m-Sohle                                                                         |
| Schacht 369 II      |                                                                 | 90             | Schmirchau                  | Wetterblindschacht | Nov. 1979                       | 47,60                 | Ronneburg, OT Schmirchau                          | Lage | 300 m-Sohle bis 345 m-Sohle                                                                         |
| Schacht 370         |                                                                 | 90             | Schmirchau                  |                    | Nov. 1955                       | 191,00                | Ronneburg                                         | Lage | |
| Schacht 371         |                                                                 | 09             | Niederschlema-Alberoda      |                    | 1. Apr. 1956                    | 1090,60               | Hartenstein                                       | Lage | |
| Schacht 371bis      |                                                                 | 09             | Niederschlema-Alberoda      | Blindschacht       | März 1957                       | 459,21                | Aue, OT Alberoda                                  | Lage | |
| Schacht 371 IIbis   | Ellipse                                                         | 09             | Niederschlema-Alberoda      | Blindschacht       | 1. Aug. 1963                    | 381,30                | Hartenstein                                       | Lage | |
| Schacht 372         |                                                                 | 09             | Wildbach                    | Wetterschacht      | 15. Juni 1956                   | 1075,80               | Bad Schlema, OT Niederschlema                     | Lage | |
| Schacht 372bis      | Urban                                                           | 09             | Wildbach                    | Wetterblindschacht | Jan. 1965                       | 652,90                | Aue, OT Alberoda                                  | Lage | |
| Schacht 373         | Dürre Henne                                                     | 09             | Niederschlema-Alberoda      | Wetterschacht      | 15. Sep. 1956                   | 1159,50               | Aue, OT Alberoda                                  | Lage | |
| Schacht 373bis      |                                                                 | 09             | Niederschlema-Alberoda      | Wetterblindschacht | Juni 1973                       | 178,60                | Aue, OT Alberoda                                  | Lage | |
| Schacht 373 IIbis   |                                                                 | 09             | Niederschlema-Alberoda      | Wetterblindschacht | Feb. 1974                       | 176,90                | Aue, OT Alberoda                                  | Lage | |
| Schacht 373 IIIbis  |                                                                 | 09             | Niederschlema-Alberoda      | Wetterblindschacht | Feb. 1976                       | 97,40                 | Aue, OT Alberoda                                  | Lage | |
| Schacht 373 IVbis   |                                                                 | 09             | Niederschlema-Alberoda      | Wetterblindschacht | Dez. 1977                       | 91,50                 | Aue, OT Alberoda                                  | Lage | |
| Schacht 373 Vbis    |                                                                 | 09             | Niederschlema-Alberoda      | Wetterblindschacht | März 1981                       | 83,30                 | Aue, OT Alberoda                                  | Lage | |
| Schacht 373 VIbis   |                                                                 | 09             | Niederschlema-Alberoda      | Wetterblindschacht | Dez. 1981                       | 88,60                 | Aue, OT Alberoda                                  | Lage | |
| Schacht 373 VIIbis  |                                                                 | 09             | Niederschlema-Alberoda      | Wetterblindschacht | 1986                            | geplant 90,00         |                                                   |      | Teufe abgebrochen                                                                                   |
| Schacht 373 VIIIbis |                                                                 | 09             | Niederschlema-Alberoda      | Wetterblindschacht |                                 | geplant 90,00         |                                                   |      | geplant                                                                                             |
| Schacht 374         |                                                                 | 90             | Reust                       |                    | Feb. 1956                       | 370,80                | Ronneburg, OT Schmirchau                          | Lage | |
| Schacht 374bis      |                                                                 | 90             | Reust                       |                    | Mai 1958                        | 412,40                | Ronneburg, OT Schmirchau                          | Lage | |
| Schacht 375         |                                                                 | 90             | Lichtenberg                 |                    | Mai 1956                        | 291,50                | Ronneburg                                         | Lage | |
| Schacht 376         |                                                                 | 90             | Schmirchau                  | Wetterschacht      | Okt. 1958                       | 176,84                | Kauern                                            | Lage | |
| Schacht 376 I       |                                                                 | 90             | Schmirchau                  | Wetterblindschacht | Feb. 1981                       | 61,40                 | Kauern                                            | Lage | 180 m-Sohle bis 240 m-Sohle                                                                         |
| Schacht 376 II      |                                                                 | 90             | Schmirchau                  | Wetterblindschacht | Aug. 1980                       | 55,60                 | Kauern                                            | Lage | 240 m-Sohle bis 300 m-Sohle                                                                         |
| Schacht 376 III     |                                                                 | 90             | Schmirchau                  | Wetterblindschacht | Dez. 1980                       | 43,60                 | Kauern                                            | Lage | 300 m-Sohle bis 345 m-Sohle                                                                         |
| Schacht 377         |                                                                 | 90             | Paitzdorf                   |                    | Aug. 1956                       | 191,76                | Paitzdorf                                         | Lage | |
| Schacht 378         |                                                                 | 90             | Reust                       |                    | Juni 1956                       | 370,60                | Rückersdorf, OT Reust                             | Lage | |
| Schacht 379         |                                                                 | 90             | Reust                       | Wetterschacht      | Aug. 1966                       | 350,40                | Rückersdorf, OT Reust                             | Lage | |
| Schacht 379 I       |                                                                 | 90             | Reust                       | Wetterblindschacht | Feb. 1977                       | 44,10                 | Rückersdorf, OT Reust                             | Lage | 300 m-Sohle bis 345 m-Sohle                                                                         |
| Schacht 379 II      |                                                                 | 90             | Reust                       | Wetterblindschacht | Mai 1977                        | 44,00                 | Rückersdorf, OT Reust                             | Lage | 345 m-Sohle bis 390 m-Sohle                                                                         |
| Schacht 379 III     |                                                                 | 90             | Reust                       | Wetterblindschacht | Juni 1978                       | 48,00                 | Rückersdorf, OT Reust                             | Lage | 390 m-Sohle bis 435 m-Sohle                                                                         |
| Schacht 380         |                                                                 | 90             | Reust                       | Wetterschacht      | Feb. 1960                       | 270,00                | Ronneburg                                         | Lage | |
| Schacht 380 I       |                                                                 | 90             | Reust                       | Wetterblindschacht | Mai 1972                        | 58,50                 | Ronneburg                                         | Lage | 240 m-Sohle bis 300 m-Sohle                                                                         |
| Schacht 380 II      |                                                                 | 90             | Reust                       | Wetterblindschacht | Okt. 1977                       | 41,90                 | Ronneburg                                         | Lage | 300 m-Sohle bis 345 m-Sohle                                                                         |
| Schacht 380 III     |                                                                 | 90             | Reust                       | Wetterblindschacht | Dez. 1977                       | 44,50                 | Ronneburg                                         | Lage | 345 m-Sohle bis 390 m-Sohle                                                                         |
| Schacht 381         |                                                                 | 06             | Vogelsgrün                  |                    | Mai 1956                        | 185,20                |                                                   | Lage | |
| Schacht 381         |                                                                 | 90             | Schmirchau                  |                    | März 1963                       | 598,71                | Ronneburg, OT Grobsdorf                           | Lage | |
| Schacht 382         |                                                                 | 09             | Niederschlema-Alberoda      | Wetterschacht      | Dez. 1959                       | 1441,32               | Bad Schlema, OT Niederschlema                     | Lage | |
| Schacht 383         |                                                                 | 09             | Niederschlema-Alberoda      | Wetterschacht      | Sep. 1959                       | 1356,50               | Aue, OT Alberoda                                  | Lage | |
| Schacht 383bis      |                                                                 | 09             | Niederschlema-Alberoda      | Blindschacht       | Feb. 1973                       | 422,80                | Aue, OT Alberoda                                  | Lage | |
| Schacht 383 IIbis   |                                                                 | 09             | Niederschlema-Alberoda      | Blindschacht       |                                 | geplant 280,00        |                                                   |      | nicht mehr ausgeführt                                                                               |
| Schacht 383 IIIbis  |                                                                 | 09             | Niederschlema-Alberoda      | Blindschacht       | Juni 1983                       | 205,00 geplant 280,00 | Aue, OT Alberoda                                  | Lage | Teufe abgebrochen                                                                                   |
| Schacht 384         |                                                                 | 90             | Paitzdorf                   |                    | Apr. 1963                       | 334,70                | Ronneburg                                         | Lage | |
| Schacht 384bis      |                                                                 | 90             | Paitzdorf                   |                    | Dez. 1964                       | 421,10                | Ronneburg                                         | Lage | |
| Schacht 385         |                                                                 | 90             | Gauern                      |                    | Aug. 1963                       | 113,60                | Gauern                                            | Lage | |
| Schacht 386         |                                                                 | 06             | Tirpersdorf                 |                    | 1963                            | 250,10                | Tirpersdorf                                       | Lage | |
| Schacht 387         |                                                                 | ?              | Königstein                  | Wetterschacht      | 2. Feb. 1964                    | 257,90                | Königstein, OT Hütten                             | Lage | |
| Schacht 388         |                                                                 | ?              | Königstein                  |                    | 23. März 1964                   | 235,50                | Königstein, OT Leupoldishain                      | Lage | |
| Schacht 389         |                                                                 | 90             | Schmirchau                  | Wetterschacht      | Apr. 1964                       | 235,90                | Ronneburg, OT Friedrichshaide                     | Lage | |
| Schacht 390         |                                                                 | ?              | Königstein                  |                    | 1967                            | 298,30                | Königstein, OT Leupoldishain                      | Lage | |
| Schacht 391         |                                                                 | 06             | Theuma                      |                    | März 1964                       | 163,80                | Plauen, OT Großfriesen                            | Lage | |
| Schacht 392         |                                                                 | ?              | Königstein                  | Wetterschacht      | 1968                            | 204,40                | Königstein, OT Nikolsdorf                         | Lage | |
| Schacht 393         |                                                                 | 90             | Paitzdorf                   | Wetterschacht      | Okt. 1966                       | 297,40                | Ronneburg                                         | Lage | |
| Schacht 393bis      |                                                                 | 90             | Paitzdorf                   | Wetterblindschacht | Sep. 1983                       | 92,50                 | Ronneburg                                         | Lage | |
| Schacht 394         |                                                                 | 90             | Paitzdorf                   | Wetterschacht      | Juni 1965                       | 261,40                | Posterstein, OT Stolzenberg                       | Lage | |
| Schacht 395         |                                                                 | 09             | Auerbach                    |                    | Mai 1964                        | 129,50                | Zwönitz, OT Hormersdorf                           | Lage | |
| Schacht 396         |                                                                 | 90             | Paitzdorf                   |                    | Mai 1967                        | 598,90                | Ronneburg                                         | Lage | |
| Schacht 397         |                                                                 | 90             | Beerwalde                   |                    | Aug. 1967                       | 391,30                | Löbichau, OT Beerwalde                            | Lage | |
| Schacht 398         |                                                                 | ?              | Königstein                  |                    | 1970                            | 306,80                | Königstein, OT Leupoldishain                      | Lage | |
| Schacht 399         |                                                                 | ?              | Königstein                  |                    |                                 | 182,00                | Bad Gottleuba-Berggießhübel, OT Langenhennersdorf | Lage | nicht geteuft, nur Wetterbohrung 253 m                                                              |
| Schacht 400         |                                                                 | 09             | Pöhla-Tellerhäuser          | Förderschacht      |                                 |                       |                                                   |      | geplant, nicht geteuft                                                                              |
| Schacht 401         |                                                                 | 90             | Beerwalde                   |                    | Okt. 1970                       | 389,40                | Löbichau, OT Beerwalde                            | Lage | |
| Schacht 402         |                                                                 | 49             | Revier Bannewitz            |                    | 1970                            | 433,85                | Bannewitz, OT Boderitz                            | Lage | |
| Schacht 403         |                                                                 | 90             | Drosen                      |                    | Juni 1976                       | 872,20                | Löbichau, OT Großstechau                          | Lage | |
| Schacht 404         |                                                                 | 06             | Rebesgrün                   |                    | Aug. 1968                       | 200,30                | Rodewisch                                         | Lage | |
| Schacht 405         |                                                                 | ?              |                             |                    |                                 |                       |                                                   |      | |
| Schacht 406         |                                                                 | 90             | Schmirchau                  | Wetterschacht      | Apr. 1966                       | 12,40                 | Ronneburg                                         | Lage | |
| Schacht 407         |                                                                 | 90             | Ronneburg                   |                    | März 1970                       | 422,70                | Ronneburg                                         | Lage | |
| Schacht 408         |                                                                 | ?              |                             |                    |                                 |                       |                                                   |      | |
| Schacht 409         |                                                                 | ?              |                             |                    |                                 |                       |                                                   |      | |
| Schacht 410         |                                                                 | 90             | Paitzdorf                   |                    | Juli 1970                       | 469,50                | Ronneburg, OT Raitzhain                           | Lage | |
| Schacht 411         |                                                                 | 90             | Beerwalde                   | Wetterschacht      | Okt. 1970                       | 367,60                | Löbichau, OT Beerwalde                            | Lage | |
| Schacht 412         |                                                                 | 90             | Drosen                      | Wetterschacht      | Dez. 1974                       | 642,60                | Löbichau, OT Beerwalde                            | Lage | |
| Schacht 412 a       |                                                                 | 90             | Drosen                      | Wetterschacht      | Aug. 1987                       | 40,30                 | Löbichau, OT Beerwalde                            | Lage | |
| Schacht 412bis      |                                                                 | 90             | Drosen                      | Wetterblindschacht | Aug. 1989                       | 48,60                 | Löbichau, OT Beerwalde                            | Lage | |
| Schacht 413         |                                                                 | 90             | Paitzdorf                   | Wetterschacht      | 1973                            | 359,30                | Paitzdorf                                         | Lage | |
| Schacht 414         |                                                                 | ?              |                             |                    |                                 |                       |                                                   |      | |
| Schacht 415         |                                                                 | 90             | Drosen                      |                    | Dez. 1975                       | 881,10                | Löbichau                                          | Lage | |
| Schacht 416         |                                                                 | 90             | Drosen                      | Wetterschacht      | März 1979                       | 722,10                | Schmölln, OT Wildenbörten                         | Lage | |
| Schacht 417         |                                                                 | 90             | Ronneburg                   | Wetterschacht      |                                 |                       |                                                   |      | nur geplant                                                                                         |
| Schacht 418         |                                                                 | 90             | Korbußen                    |                    | Okt. 1977                       | 754,70                | Korbußen                                          | Lage | |
| Schacht 419         |                                                                 | 90             | Korbußen                    |                    |                                 | 40,40                 | Korbußen                                          | Lage | Vorteufe abgebrochen                                                                                |
| Schacht 420         |                                                                 | 90             | Reust                       | Wetterschacht      | Aug. 1987                       | 254,70                | Kauern, OT Lichtenberg                            | Lage | |
| Schacht 421         |                                                                 | 90             | Korbußen                    | Wetterschacht      | Aug. 1980                       | 513,60                | Korbußen, OT Pöppeln                              | Lage | |
| Schacht 422         |                                                                 | 90             | Reust                       | Wetterschacht      | Juli 1988                       | 235,00                | Gera, OT Poris-Lengefeld                          | Lage | |

## Weitere Schachtanlagen des Unternehmens
Als Ergänzung zur vorhergehenden Tabelle weitere von der Wismut AG/SDAG genutzte Schächte und Stolln. Vor allem in den Altbergbaugebieten wurden alte Bergbauanlagen aufgewältigt und in die Untersuchung des Reviers eingebunden. Die Stolln wurden oftmals nach dem Abschluss der Untersuchungsarbeiten während der Betriebszeit als Fluchtweg, zur Wasserabführung und Bewetterung genutzt. Warum die hier aufgeführten Stolln und Schächte nicht in die Nummerierung einbezogen wurden, ist unbekannt. Diese Aufzählung erhebt keinen Anspruch auf Vollzähligkeit.

## Tabelle von Schachtanlagen ohne Nummerierung
| Schacht- / Grubenname           | Objekt- nummer | Revier / Lagerstätte | Schachttyp   | Beginn Abteufung / Aufwältigung | Teufe in m | Gemeinde / Gemarkung      | Lage | Bemerkungen |
| ------------------------------- | -------------- | -------------------- | ------------ | ------------------------------- | ---------- | ------------------------- | ---- | ----------- |
| Frisch Glück Stolln Alt         | 01             | Johanngeorgenstadt   | Stolln       | 1946                            |            | Johanngeorgenstadt        | Lage | Altbergbau  |
| Frisch Glück Stolln Neu         | 01             | Johanngeorgenstadt   | Stolln       | 1947                            |            | Johanngeorgenstadt        | Lage | Altbergbau  |
| Gnade Gottes Stolln             | 01             | Johanngeorgenstadt   | Stolln       | 1947                            |            | Johanngeorgenstadt        | Lage | Altbergbau  |
| Gottes Segen Stolln             | 01             | Johanngeorgenstadt   | Stolln       | 1947                            |            | Johanngeorgenstadt        | Lage | Altbergbau  |
| Elias Stolln                    | 01             | Johanngeorgenstadt   | Stolln       | 1947                            |            | Johanngeorgenstadt        | Lage | Altbergbau  |
| Adolphus Stolln                 | 01             | Johanngeorgenstadt   | Stolln       | 1947                            |            | Johanngeorgenstadt        | Lage | Altbergbau  |
| Eleonora Stolln                 | 01             | Johanngeorgenstadt   | Stolln       | 1947                            |            | Johanngeorgenstadt        | Lage | Altbergbau  |
| Georg Wagsfort Stolln           | 01             | Johanngeorgenstadt   | Stolln       | 1947                            |            | Johanngeorgenstadt        | Lage | Altbergbau  |
| Richard Stolln                  | 01             | Johanngeorgenstadt   | Stolln       | 1947                            |            | Johanngeorgenstadt        | Lage | Altbergbau  |
| Gabe Gottes Stolln              | 01             | Johanngeorgenstadt   | Stolln       | 1947                            |            | Johanngeorgenstadt        | Lage | Altbergbau  |
| Wolfgang Stolln                 | 05             | Marienberg           | Stolln       | 1947                            |            | Gehringswalde, OT Warmbad | Lage | Altbergbau  |
| Arthur Stolln                   | 05             | Marienberg           | Stolln       | 1947                            |            | Schönbrunn                | Lage | Altbergbau  |
| Neuglücker Stolln               | 05             | Marienberg           | Stolln       | 1947                            |            | Wolkenstein               | Lage | Altbergbau  |
| Weißtaubner Stolln              | 05             | Marienberg           | Stolln       | 1947                            |            | Pobershau, OT Rittersberg | Lage | Altbergbau  |
| Molchner Stolln                 | 05             | Marienberg           | Stolln       | 1947                            |            | Pobershau                 | Lage | Altbergbau  |
| Gideon Stolln                   | 05             | Marienberg           | Stolln       | 1947                            |            | Großolbersdorf            | Lage | Altbergbau  |
| St. Johannes Tagschacht         | 05             | Marienberg           |              | 1947                            | 104,30     | Wolkenstein               | Lage | Altbergbau  |
| Treue Freundschaft Stolln       | 01             | Johanngeorgenstadt   | Stolln       | 1948                            |            | Johanngeorgenstadt        | Lage | Altbergbau  |
| Glockenklang Stolln             | 01             | Johanngeorgenstadt   | Stolln       | 1948                            |            | Johanngeorgenstadt        | Lage | Altbergbau  |
| Stolln am Brandbach             | 05             | Marienberg           | Stolln       | 1948                            |            | Grünau                    | Lage |             |
| Glück Auf Stolln                | 01             | Johanngeorgenstadt   | Stolln       | 1948                            |            | Johanngeorgenstadt        | Lage | Altbergbau  |
| Katharina Neufang               | 03             | Schneeberg           |              | 1948                            | 51,20      | Schneeberg, OT Neustädtel | Lage | Altbergbau  |
| Eiserner Landgraf               | 03             | Schneeberg           |              | 1948                            | 46,10      | Schneeberg, OT Neustädtel | Lage | Altbergbau  |
| Klingelsporn                    | 03             | Schneeberg           |              | 1948                            | 133,80     | Schneeberg, OT Neustädtel | Lage | Altbergbau  |
| Lorenz                          | 03             | Schneeberg           |              | 1948                            | 78,50      | Schneeberg                | Lage |             |
| Sehet Auf Schacht               | 03             | Schneeberg           | Blindschacht | 1949                            | 70,85      | Schneeberg, OT Neustädtel | Lage | Altbergbau  |
| Paul Schacht                    | 03             | Schneeberg           | Blindschacht | 1949                            | 86,80      | Schneeberg, OT Neustädtel | Lage | Altbergbau  |
| Alter Katharina Kunstschacht    | 03             | Schneeberg           | Blindschacht | 1949                            | 203,60     | Schneeberg, OT Neustädtel | Lage | Altbergbau  |
| St. Andreas Tagschacht          | 03             | Schneeberg           |              | 1949                            | 43,46      | Schneeberg, OT Neustädtel | Lage | Altbergbau  |
| Fürstenvertrag Treibeschacht    | 03             | Schneeberg           |              | 1949                            | 32,00      | Schneeberg                | Lage | Altbergbau  |
| Fürstenvertrag Kunstschacht     | 03             | Schneeberg           | Blindschacht | 1950                            | 149,00     | Schneeberg                | Lage | Altbergbau  |
| Wolfgang Maaßen Treibeschacht   | 03             | Schneeberg           |              | 1950                            | 380,00     | Schneeberg, OT Neustädtel | Lage | Altbergbau  |
| Kaiser Heinrich Tagschacht      | 05             | Marienberg           |              | 1952                            | 74,80      | Marienberg                | Lage | Altbergbau  |
| Auferstehung Christi Tagschacht | 03             | Schneeberg           |              | 1953                            | 105,00     | Schneeberg, OT Neustädtel | Lage | Altbergbau  |
| St. Georg Kunstschacht          | 05             | Marienberg           | Blindschacht | 1953                            | 90,50      | Marienberg                | Lage | Altbergbau  |